# Kalmar domkyrka
Kalmar domkyrka är belägen vid Stortorget på Kvarnholmen i Kalmar och är församlingskyrka i Kalmar domkyrkoförsamling. Den tillhör Växjö stift; Kalmar stift upphörde 1915, men kyrkan har även efter sammanläggningen av stiften formell ställning som domkyrka.

## Historik
Under medeltiden var Kalmar med sitt strategiska läge vid Östersjön en av Sveriges allra viktigaste städer. Staden hade förbindelser med det tyska Hanseförbundet och var mötesplats för bildandet av Kalmarunionen. Den var uppbyggd i närheten av den starka befästningen som utgjordes av  Kalmar slott. Vid Kalmarkriget 1611–1613 blev en stor del av staden förstörd.
Av försvarsskäl fattade riksrådet 1640 beslut att flytta staden till Kvarnholmen. I och med detta beslut aktualiserades även uppförandet av en ny kyrka. Den gamla medeltida kyrkan i staden som kallades Storkyrkan eller Bykyrkan var en byggnad med ett brett försvarstorn. Den hade flera gånger byggts om och utvidgats till en stor treskeppig kyrka med flera sidokapell. Kyrkan blev illa åtgången under kriget 1611 men återuppbyggdes med undantag av tornet.
Efter en eldsvåda 1647 påbörjades flyttningen av staden. Kyrkan som skadats vid stadsbranden men delvis återställts sprängdes 1678 i fyra omgångar. Det ansågs nödvändigt eftersom den kunde användas som bas för fienden vid en eventuell belägring av slottet. Man tog vara på kyrksilvret, mässhakar, predikstolen, kyrkklockorna och det niostämmiga orgelverket. Stenmassorna från kyrkmurarna kom delvis att användas i den nya befästningen kring Kvarnholmen.
Den nya kyrkan som kom att bli domkyrka i Kalmar stift uppfördes i tre etapper under tre kungars tid med namnet Karl. Därför fick den med vid invigningen namnet Karls domkyrka. Kyrkan började uppföras 1660 då Karl X Gustaf var Sveriges kung. Den invigdes 1682 knappt halvfärdig av biskop Henning Schütte när Karl XI var regent. Den stod dock helt färdig 1703 då Karl XII var kung. Under denna period befann sig dessutom den svenska stormakten så gott som oavbrutet i krig.

## Kyrkobyggnaden
Kyrkan ritades av slottsarkitekt Nicodemus Tessin d.ä. Det har antagits att Tessin i utformningen av  exteriörarkitekturen har inspirerats av kyrkobyggnaderna Il Gesù, Sant'Agnese in Agone och Santa Susanna i Rom. Den är byggd i modifierad barockstil, utan kupol och med höga fönsteröppningar. Kyrkobyggnaden är uppförd i långsträckt korsform med absider i öster och väster och korsarmar i norr och söder. Korsarmarna med sina tempelgavlar krönta med kandelabrar flankeras av fyra lanterninförsedda torn. Fasaden är rikt utformad med pilastrar.
Byggnaden vilar på en hög sockel av granitblock med inslag av kalksten. Materialet i murverket består av ölandskalksten med gotlandskalksten i detaljer och dekorationer. Valven och portaler samt fönsteromfattningar är utförda i tegel. De fyra sidotornens lanterniner är byggda av trä. I det sydvästra sidotornet som fungerar som klockvåning hänger de tre kyrkklockorna gjutna i början av 1600-talet och överförda från den gamla kyrkan. Taket är beklätt med kopparplåt liksom lanterninernas karnissvägda huvar som kröns av eldurnor. Ingångar är belägna i norr, söder och väster med portaler i olika utformningar. Södra och västra portalerna tillhör kyrkans byggnadstid. Den norra härrör från 1834.
Yttermurarna har kalk- och spritputsade fasadpartier i gult. Omfattningarna kring öppningarna har en ljusgrå färgton medan pilastrar och listverk är oputsade.

## Restaureringar
Under århundradena som gått har kyrkan varit föremål för åtskilliga restaureringar. Bland de större kan nämnas följande:
- År 1783 inleddes en omfattande yttre och inre restaurering. Kyrkans murverk reparerades. Exteriören erhöll en ljusgul färg. Pilastrar och huggstensdetaljer målades med ljusgrå oljefärg. Dekorationerna på gavlar och torn i form av eldurnor och kandelabrar förgylldes. Byggnadens sockel rödmålades. Interiört blev kortrappan föremål för omläggning liksom korgolvet. Dessutom förbättrades putsen i koret.[8]
- År 1790 aktualiserades behovet av fler sittplatser i kyrkan. Nya läktare uppfördes i norra och södra korsarmarna.[8]
- År 1800 drabbades staden av en omfattande brand. Taket på kyrkans tornabsid antändes. Genom insatser av ett flertal människor kunde kyrkan räddas. Det dröjde dock till 1802 innan skadorna reparerats.[9]
- År 1831–1834 genomfördes en yttre och inre restaurering efter ett förslag av arkitekt J. W. Gerss. Den yttre restaureringen omfattade såväl kyrkans yttermurar samt taket. Taket fick plåtbeklädnad. Murverket målades som tidigare i gult och ljusgrått. Ny portal byggdes i norr. I kyrkorummet tillkom en ny bänkinredning.[9]
- År 1882–1883 utfördes en ombyggnad av läktarinredningen efter ritningsförslag av arkitekt  Helgo Zetterwall. I samband med detta utarbetade Zetterwall även ett förslag till uppförande av en stor kupolbyggnad över långhusets mitt som dock aldrig kom till stånd.[9]
- 1910–1914 års restaurering skedde efter ritningar och arbetsbeskrivningar av stadsarkitekt J Fred Olson. Kyrkans yttertak belades med kopparplåt. Fasaden restaurerades och spritputsades. Norra och södra korsarmarnas flankfönster sattes igen. Interiört putsades väggar och valv samt kalkströks. Golvet lades om. Gravhällar flyttades och ett stort antal av dessa placerades i koret.[10]
- 1928–1932 års restaurering byggde också på J Fred Olsons förslag till åtgärder. De fyra tornen behövde översyn. Takstolar byttes ut. Yttertaket reparerades. Dekorationer i form av kandelabrar och urnor i sandsten byttes ut. Interiört innebar restaureringen en ny sluten bänkinredning.[10]
- 1981–1982. Omfattande restaurering av kyrkans exteriör. Renovering av stenarbeten. Omfärgning av fasaden.[10]
- 2005–2011. Restaureringen av exteriören ägde rum 2005–2006 och omfattade omläggning av kyrkans tak, stenrestaurering, fasadfärgning, restaurering och förgyllning av eldsurnor och kandelabrar, öppning av tidigare igensatta flankfönster i norr och söder samt korfönstren. Den inre restaureringen 2006–2011 innebar bland annat förhöjning och utvidgning av koret samt nytt korgolv. Vidare skedde omflyttning av gravhällarna, ommålning av kyrkorummet, konservering av inventarier och borttagning av fyra bänkrader i öster och fyra i väster.[5]

## Interiör

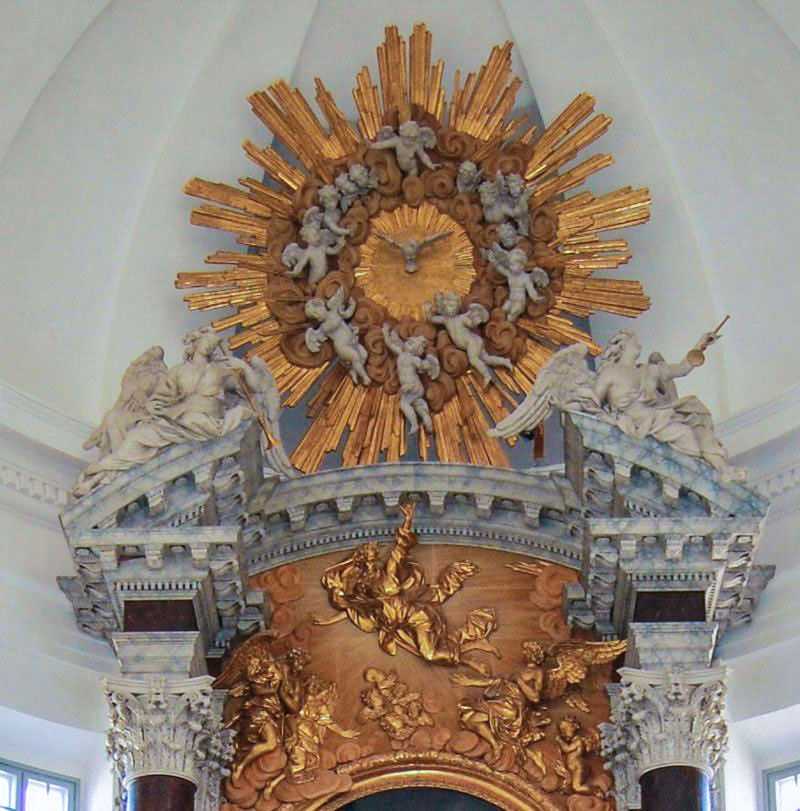
Altaruppställningens krön.

Kyrkorummet med vida, vita valv och sidoläktare, stor altaruppställning, rikligt skulpterad predikstol, gravhällar och epitafier, återspeglar den svenska stormaktstidens gudstjänstrum. Trots ett flertal restaureringar under tidernas lopp har kyrkan i stort sett behållit sin ursprungliga prägel. 
- Altaruppställningen är utförd av 1712 av Kaspar Schröder och Jacob Sauerberg efter en ritning av Nicodemus Tessin d.y., 1704. Den består förutom av sarkofagaltaret av tre delar symboliserande Guds treenighet.  Uppsättningen som vilar på två kraftiga kolonner pryds av ett gyllene bildfält som skildrar, "Guds som skapare". Överdelen är krönt av en strålsol med ”Helige Ande” i mitten i form av en duva omkransad av änglar. Den stora altartavlan som är infogad i uppställningen har med stor sannolikhet målats av David von Krafft och är en spegelvänd kopia av Charles Le Bruns stora målning "Descente de croix", eller "Nedtagandet från korset" som återfinns på Musée des beaux-arts i Rennes. Altaruppställningen flankeras av två allegoriska kvinnogestalter varav den ena med framsträckt kalk representerar "Tron" och den andra med ett ymnighetshorn "Nåden".[11]
- Predikstolen i barock med baldakin överförd från den tidigare kyrkan, är troligen ett krigsbyte, som antas vara skulpterad i mitten av 1600-talet. Korgens fem bildfält skildrar från vänster: 1. Jesus fängslas. 2. Jesus inför Pilatus. 3. Jesus gisslas. 4. Jesu korsfästelse. 5. Nedertagandet från korset. Bildfälten flankeras av apostlagestalter. Den rikligt dekorerade baldakinen är indelad i tre avsatser. Överst står den uppståndne Kristus med segerfanan. I mittersta avsatsen putti med pinoredskap och kvinnor med oljekrukor. Den nedersta avsatsen pryds av allegoriska kvinnogestalter och dubbelsköldar med bomärken för bemärkta borgare.[11] Predikstolen bärs upp av en snidad bild av Kalmars skyddshelgon den helige Kristoffer.
- Dopfunten från 1963 av grå öländsk sandsten har formen av ett skepp. Den är ett verk av skulptören Erik Sand. Locket i mässing med tre segel är utfört av ädelsmeden Kurt Landgren.[11] Dopfunten hade tidigare sin plats i koret men är numera flyttad till sydvästra delen av kyrkorummet där kyrktorget är beläget.
- Huvuddelen av den slutna bänkinredningen i mittskeppet och korsarmarna under sidoläktarna tillkom vid restaureringen 1928–1932 efter ritningar av stadsarkitekt J. Fredrik Olson. Bänkskärmar och bänkdörrar är dekorerade efter motiv från 1600-talet. Orgelläktaren och sidoläktarna utformades 1883 efter ritningar av H. Zettervall.[11]
- I kyrkan finns inte mindre än ett åttiotal gravhällar från 1600- och 1700-talet.[11]
- Kyrkorummet pryds av en stor mängd epitafier och begravningsvapen från 1600- och 1700-talet.[11]
- Vid senaste restaureringen tillkom ett fristående centralaltare i bladguld och med en skiva av röd Ölandssten. Dessutom tillkom även en flyttbar dopfunt av metall, laserskuren i ett mönster som är en abstraktion av vatten, lackerad i blå nyanser samt en ambo i grafitmålad laserskuren plåt.[5]

## Bilder

### Exteriör

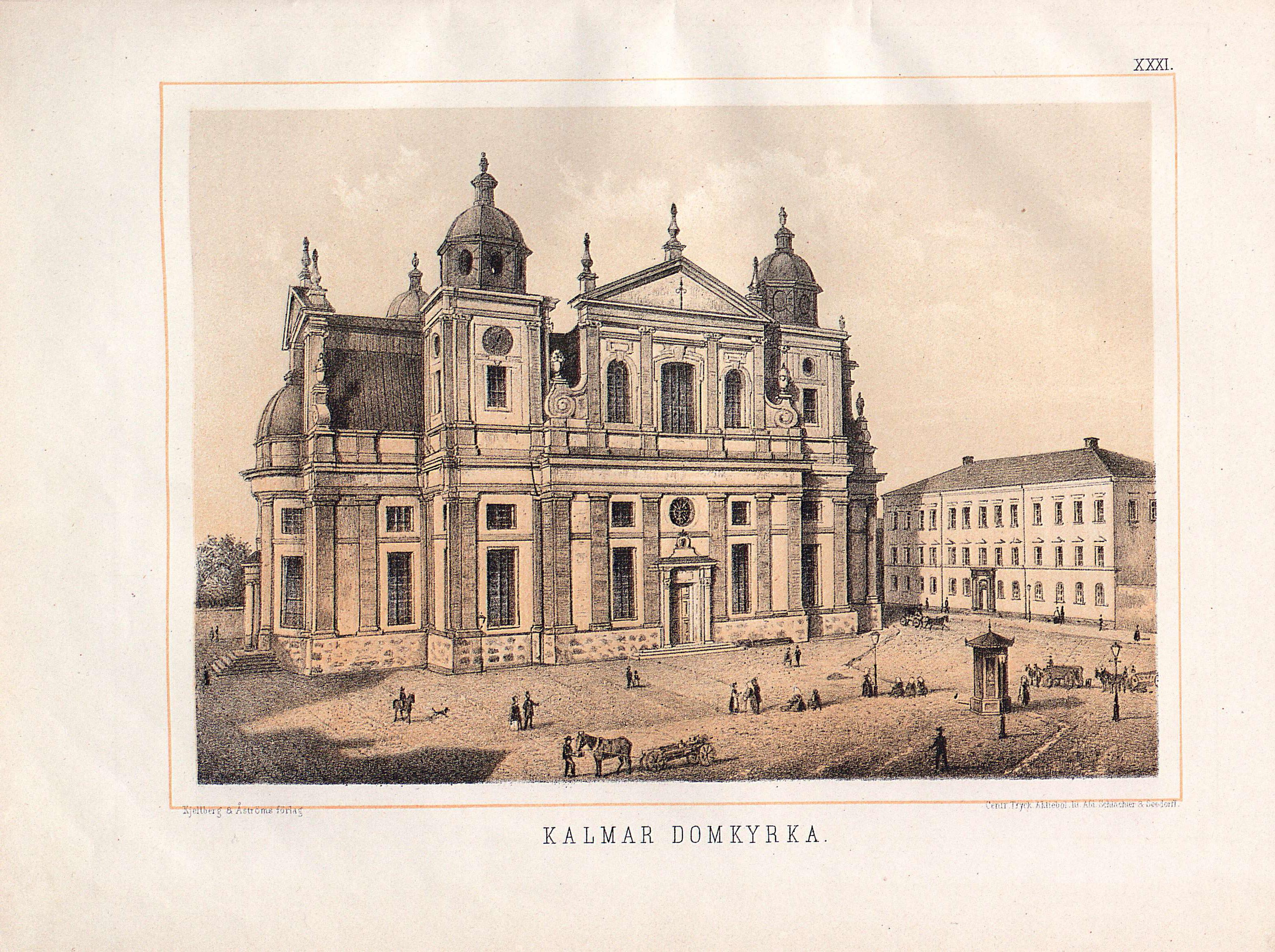
Färglitografi från 1874.
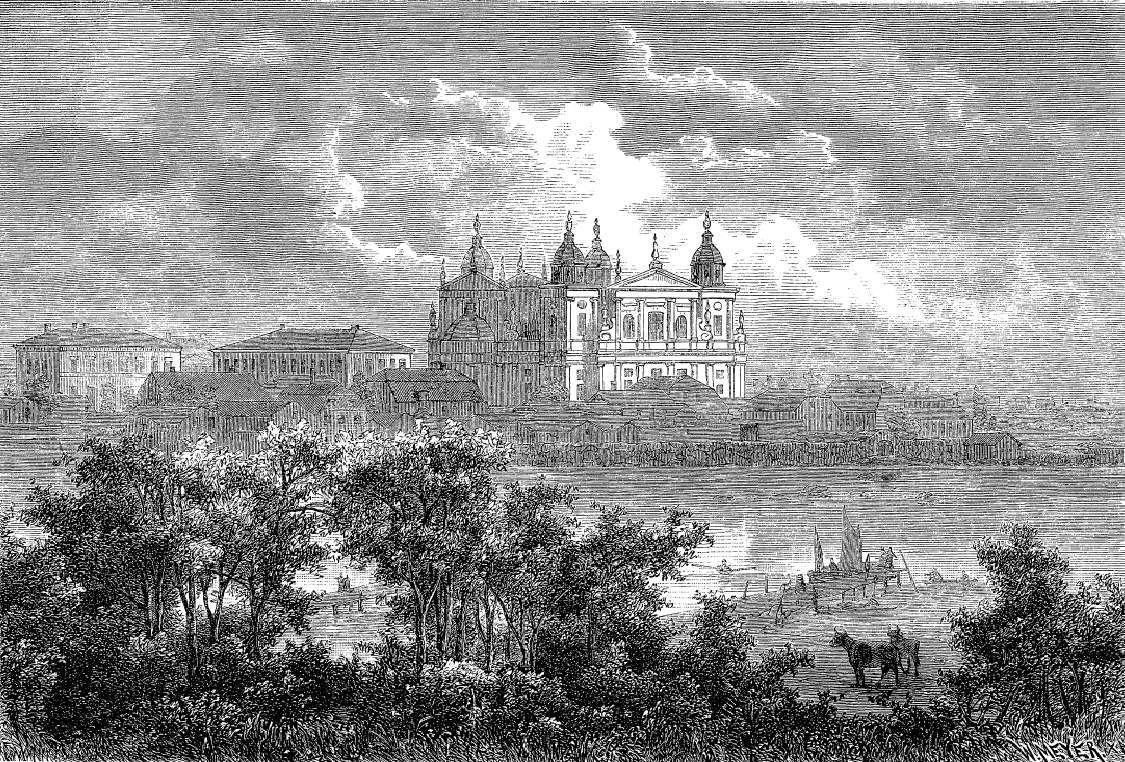
Kalmar Domkyrka 1874.
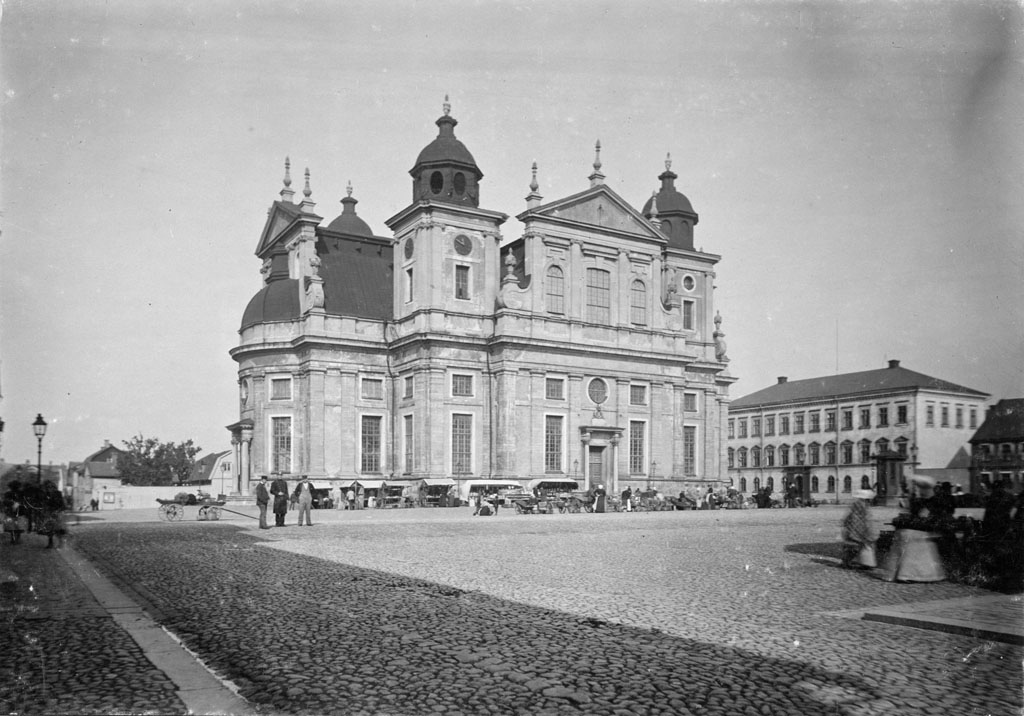
Domkyrkan 1900.
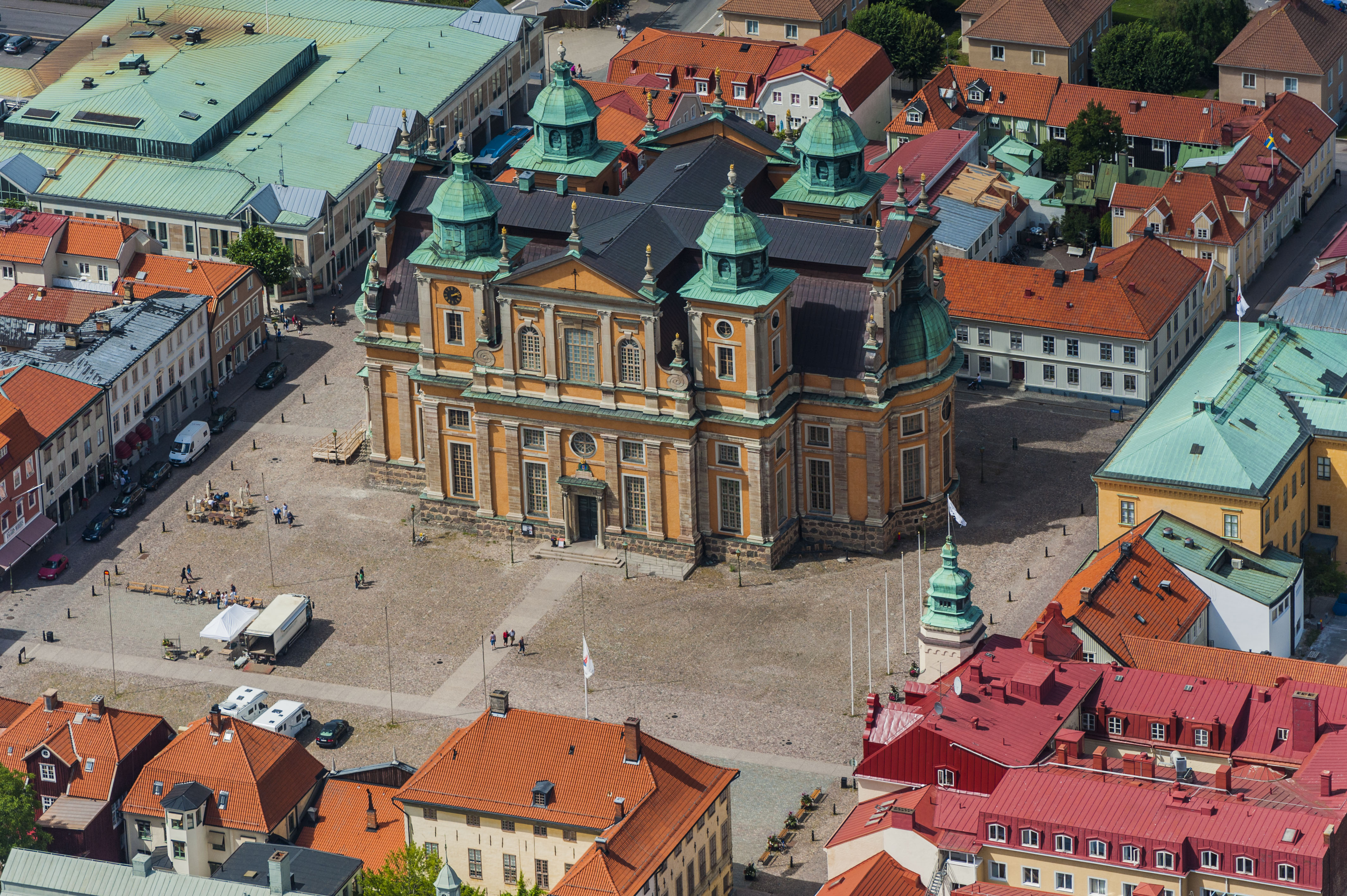
Flygfoto över domkyrkan.
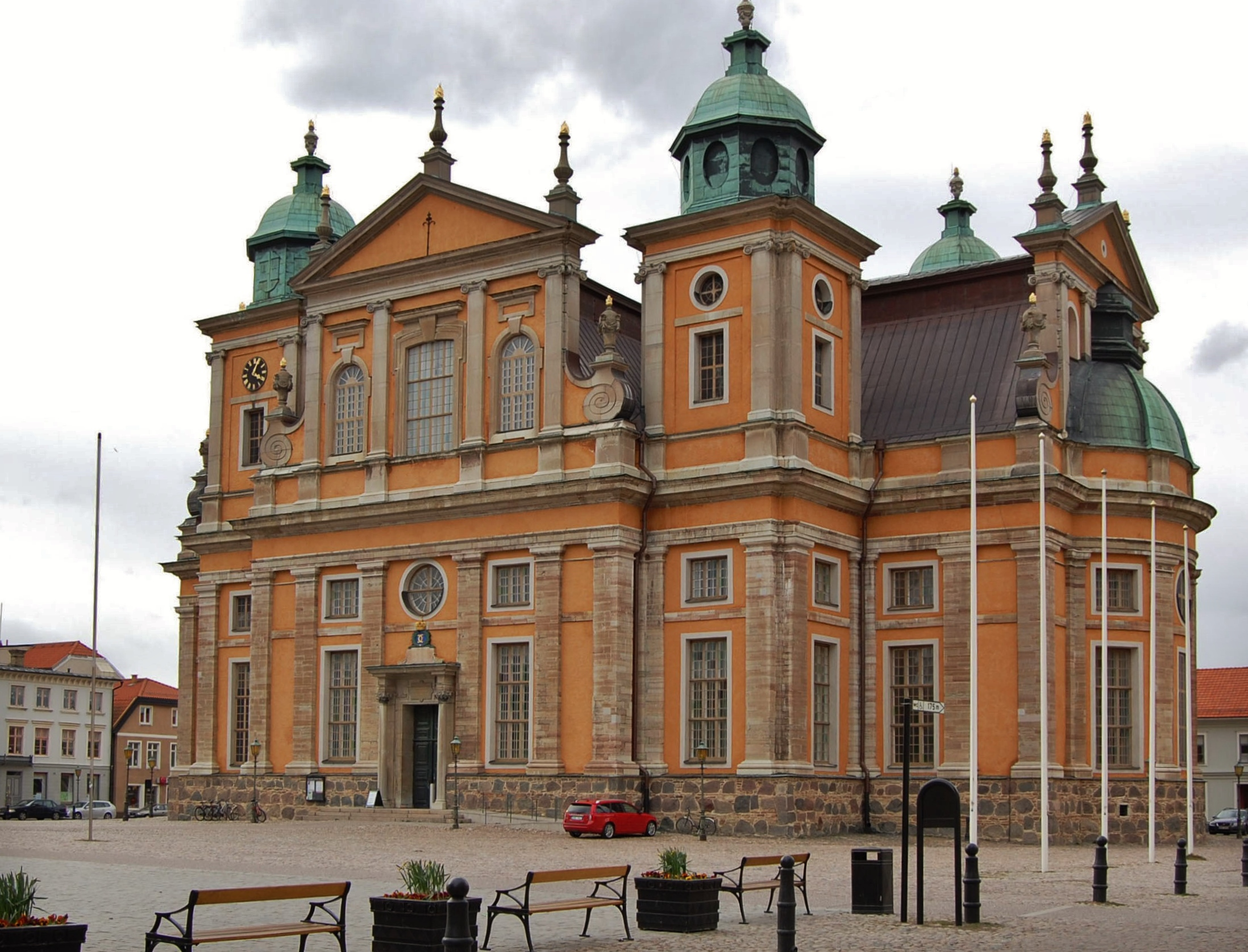
Domkyrkan 2012.
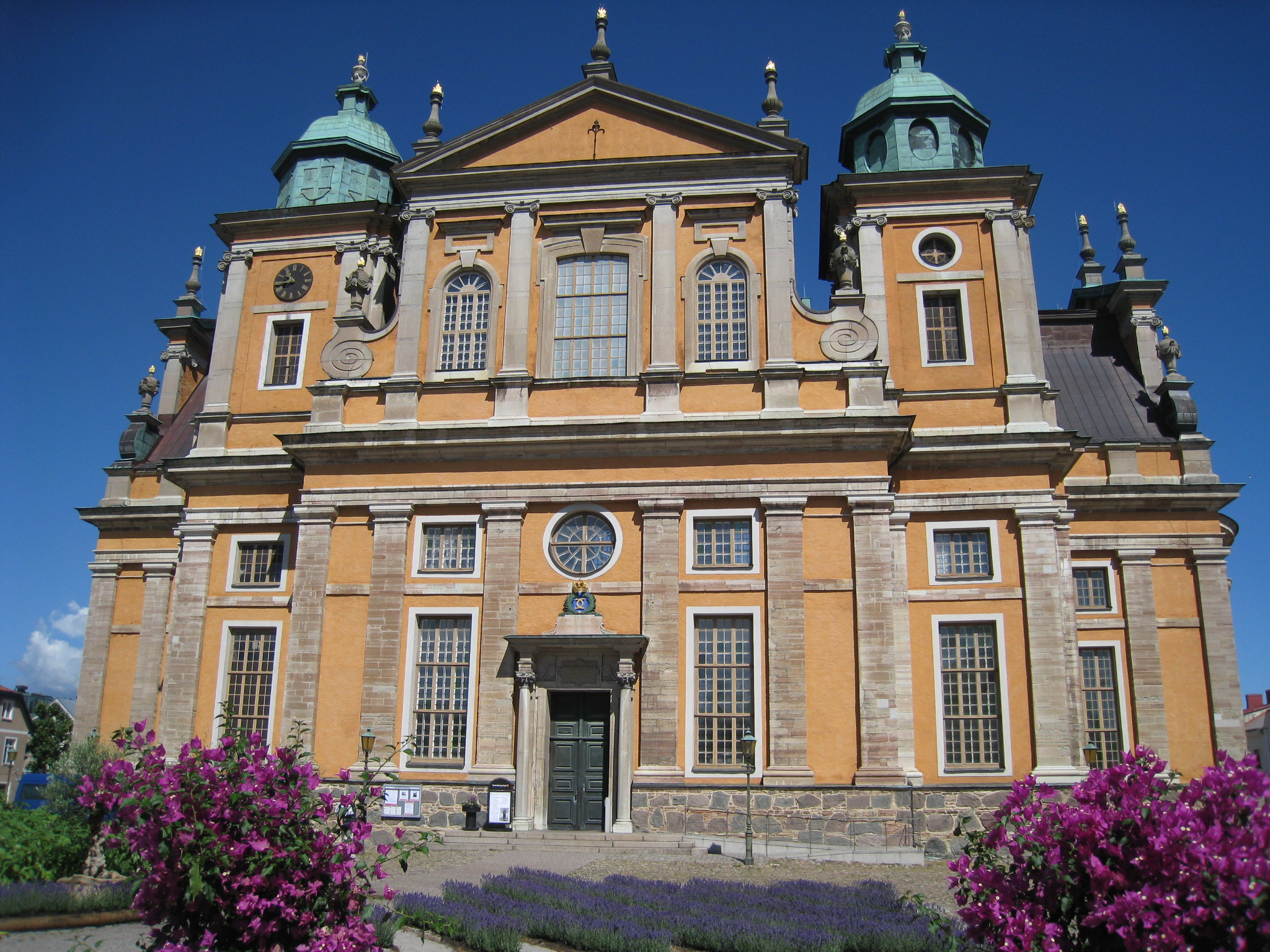
Domkyrkan 2015.
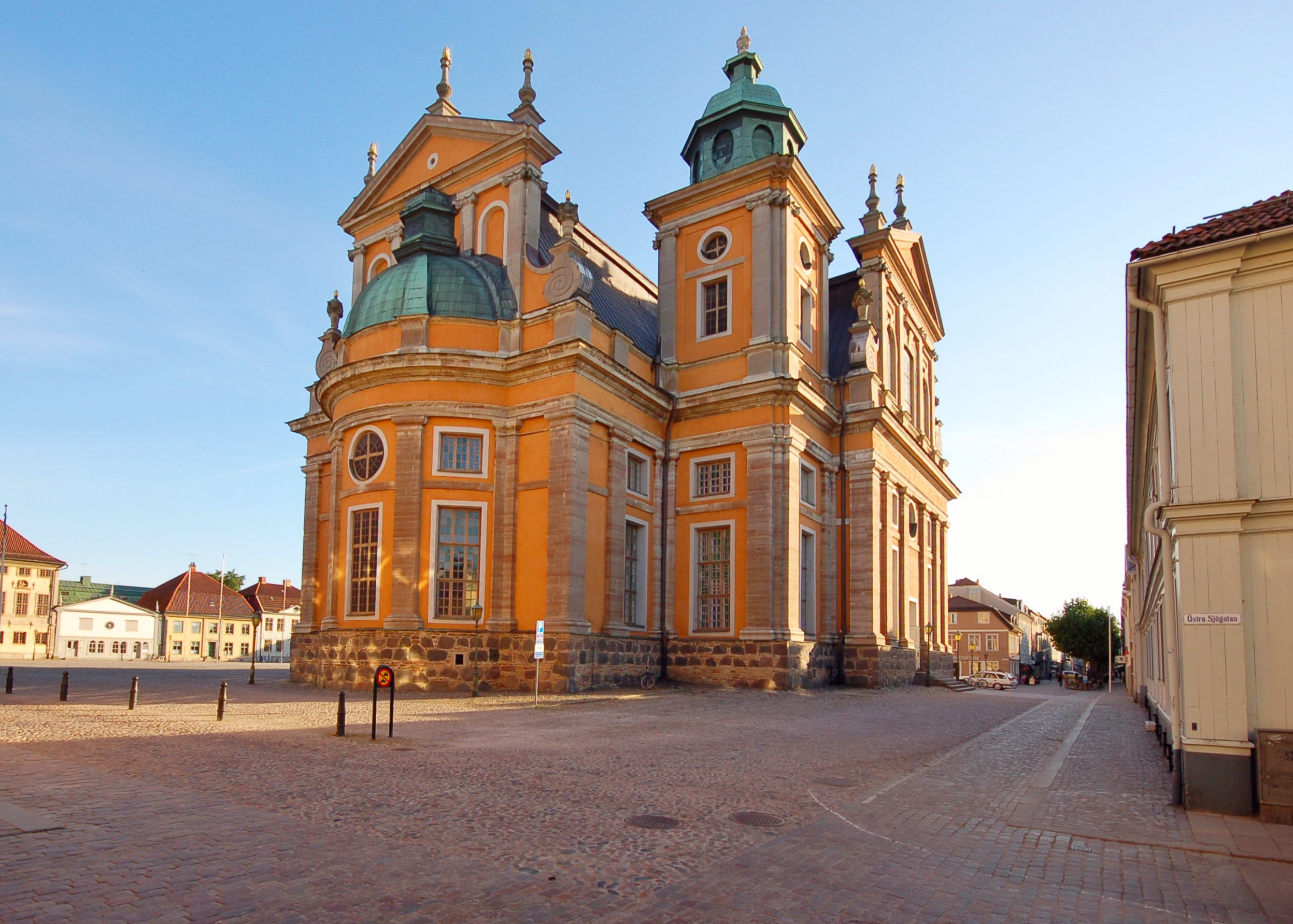
Vy från öster.
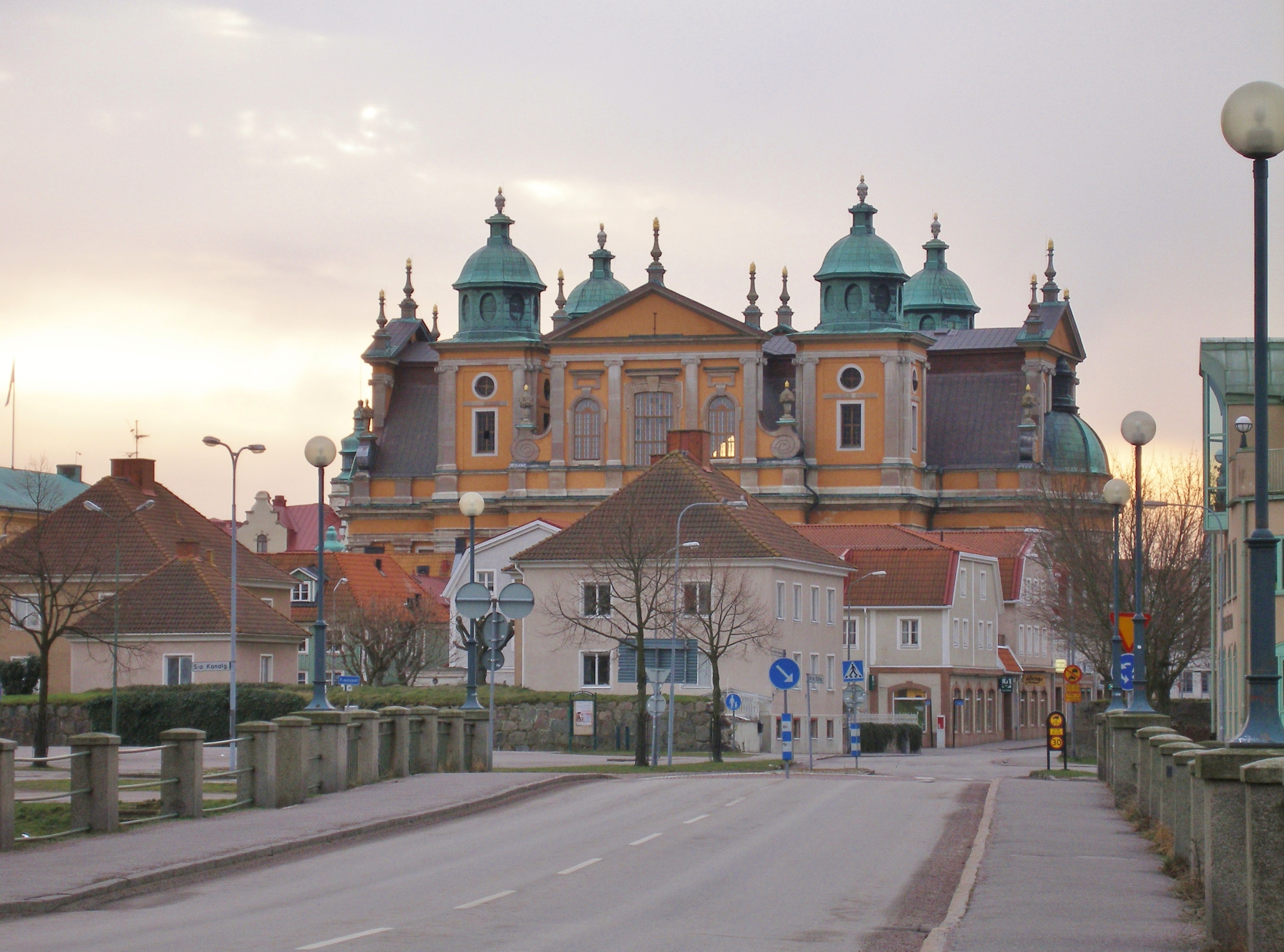
Domkyrkan från norr.
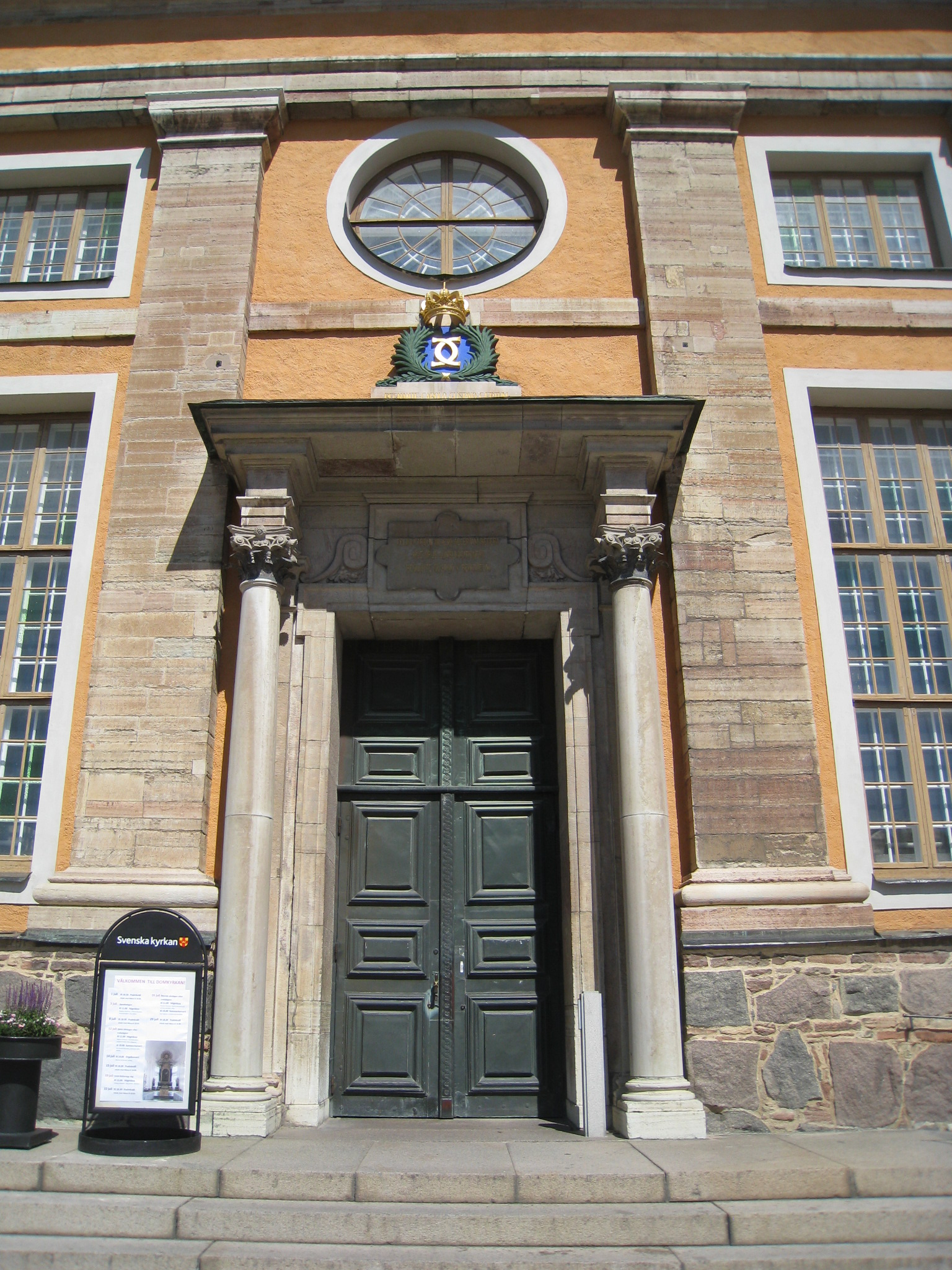
Domkyrkans södra portal.

### Interiör

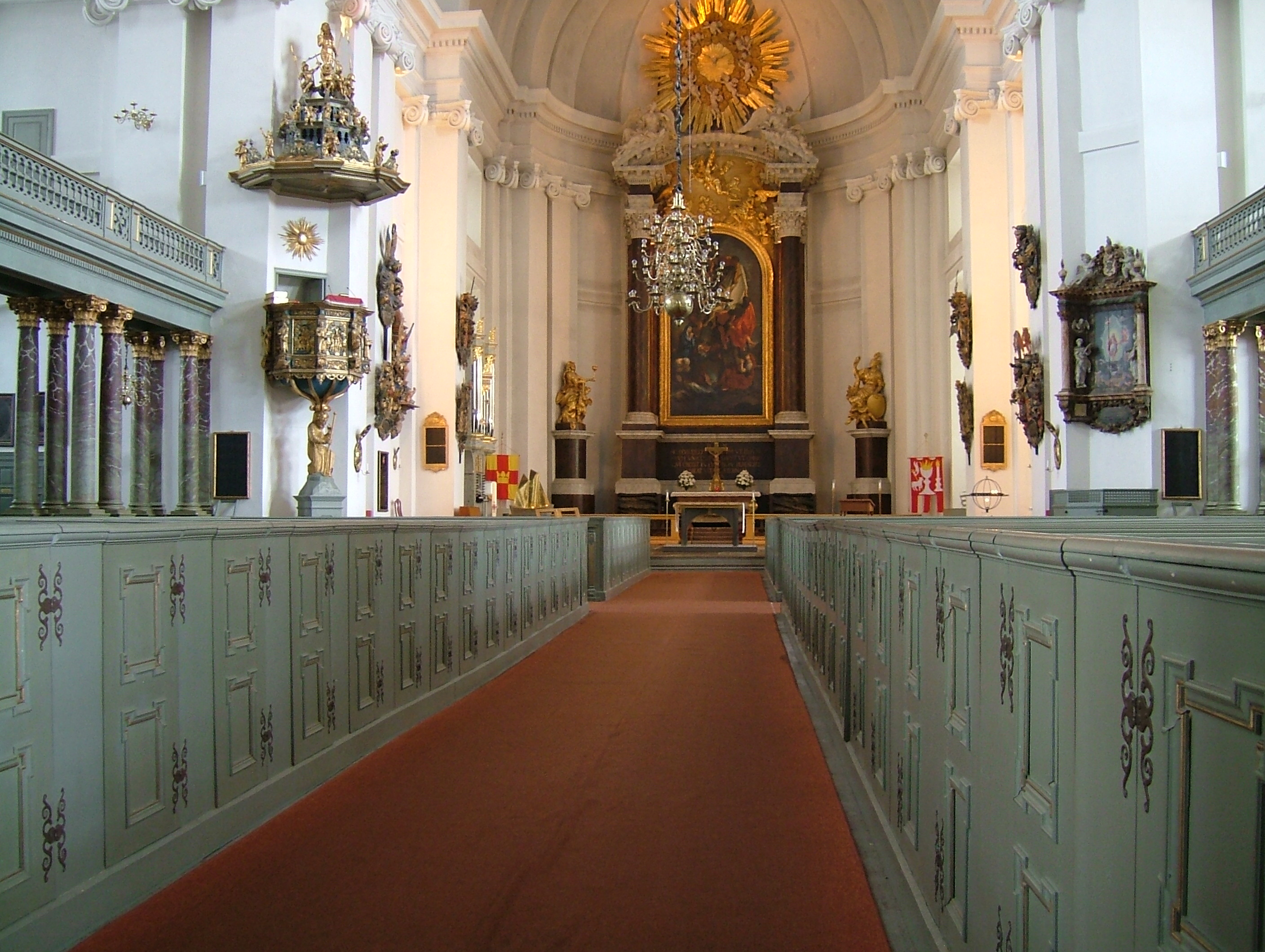
Domkyrkans interiör före den senaste restaureringen 2005–2011.
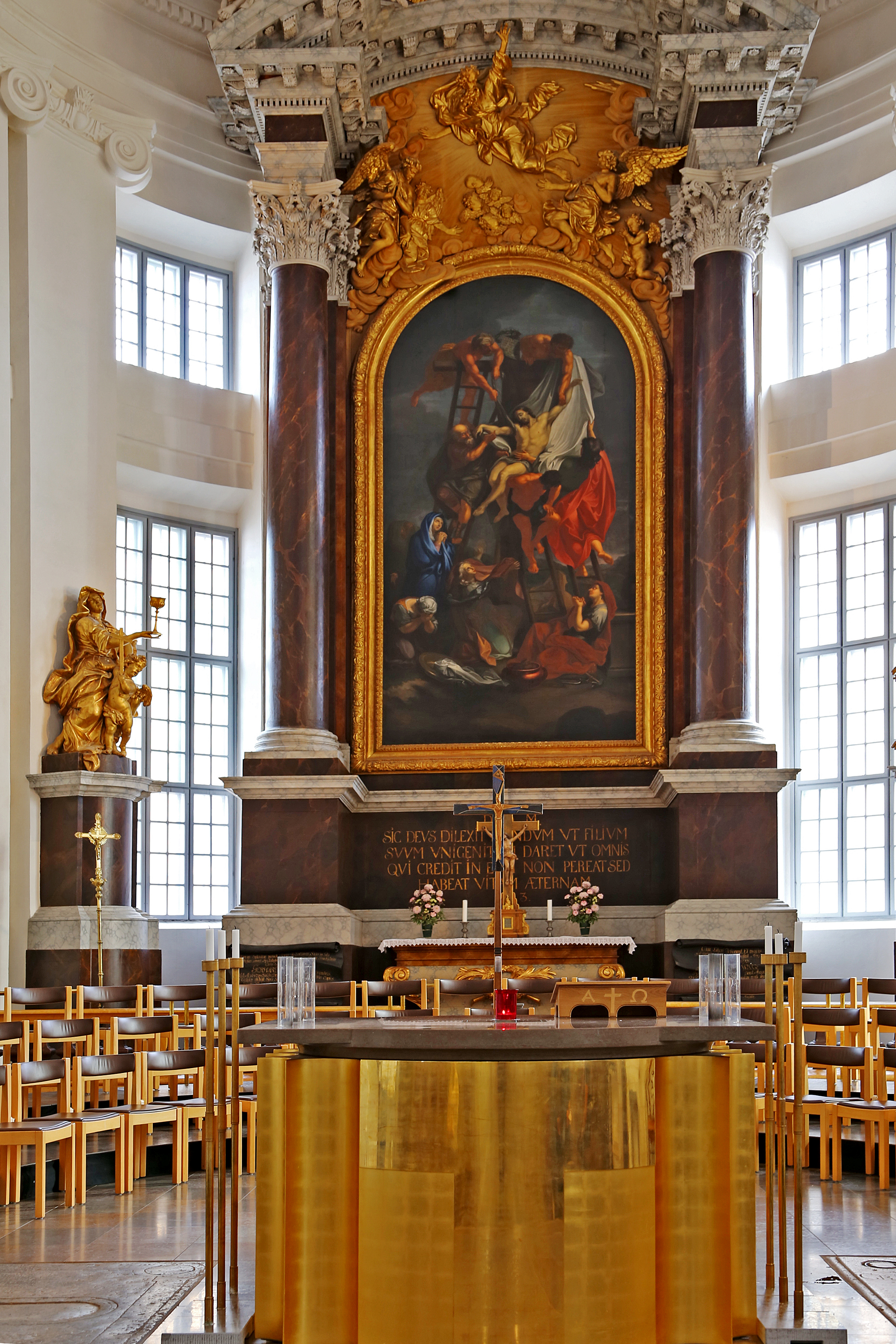
Altaret efter den senaste restaureringen.
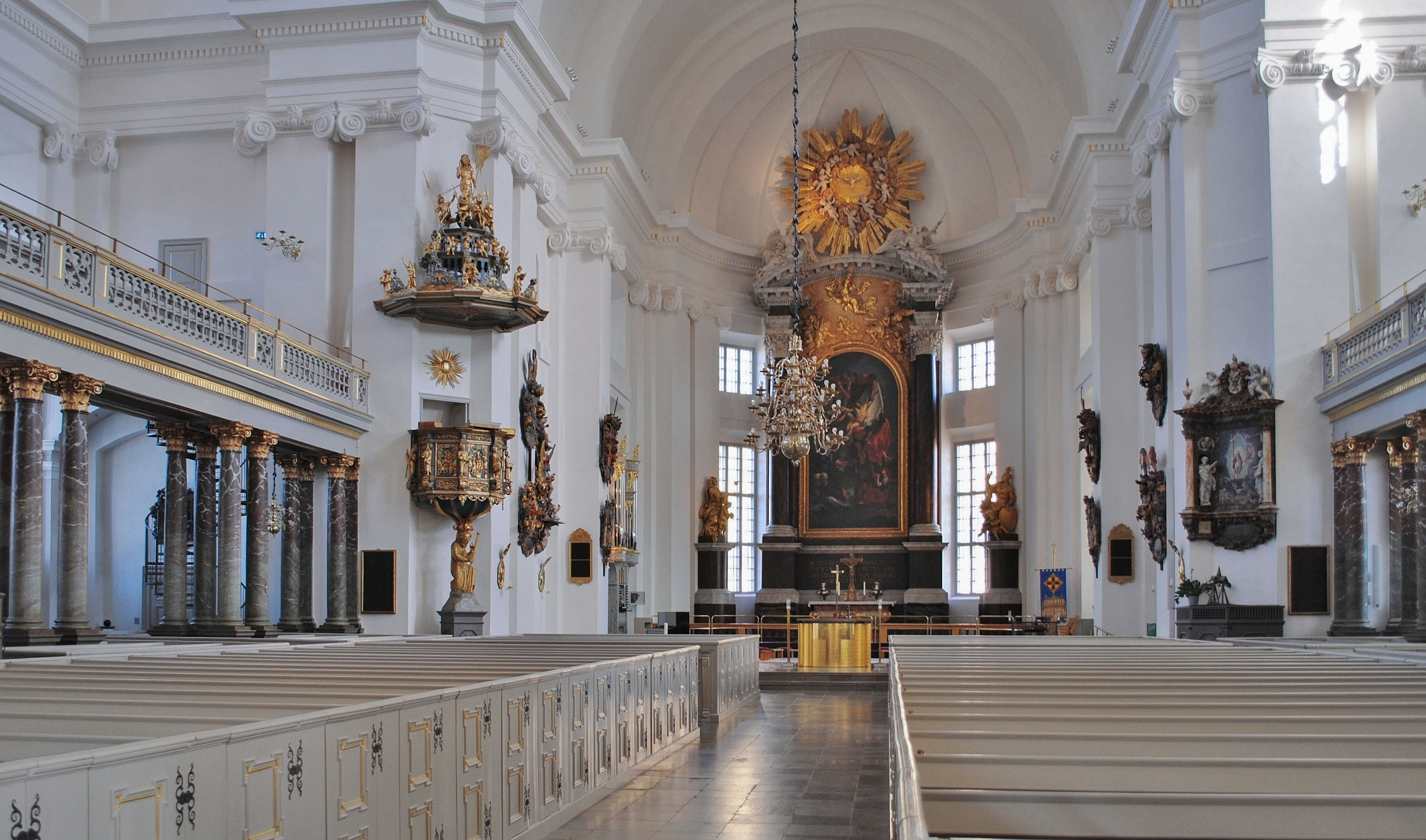
Interiöret efter den inre restaureringen.
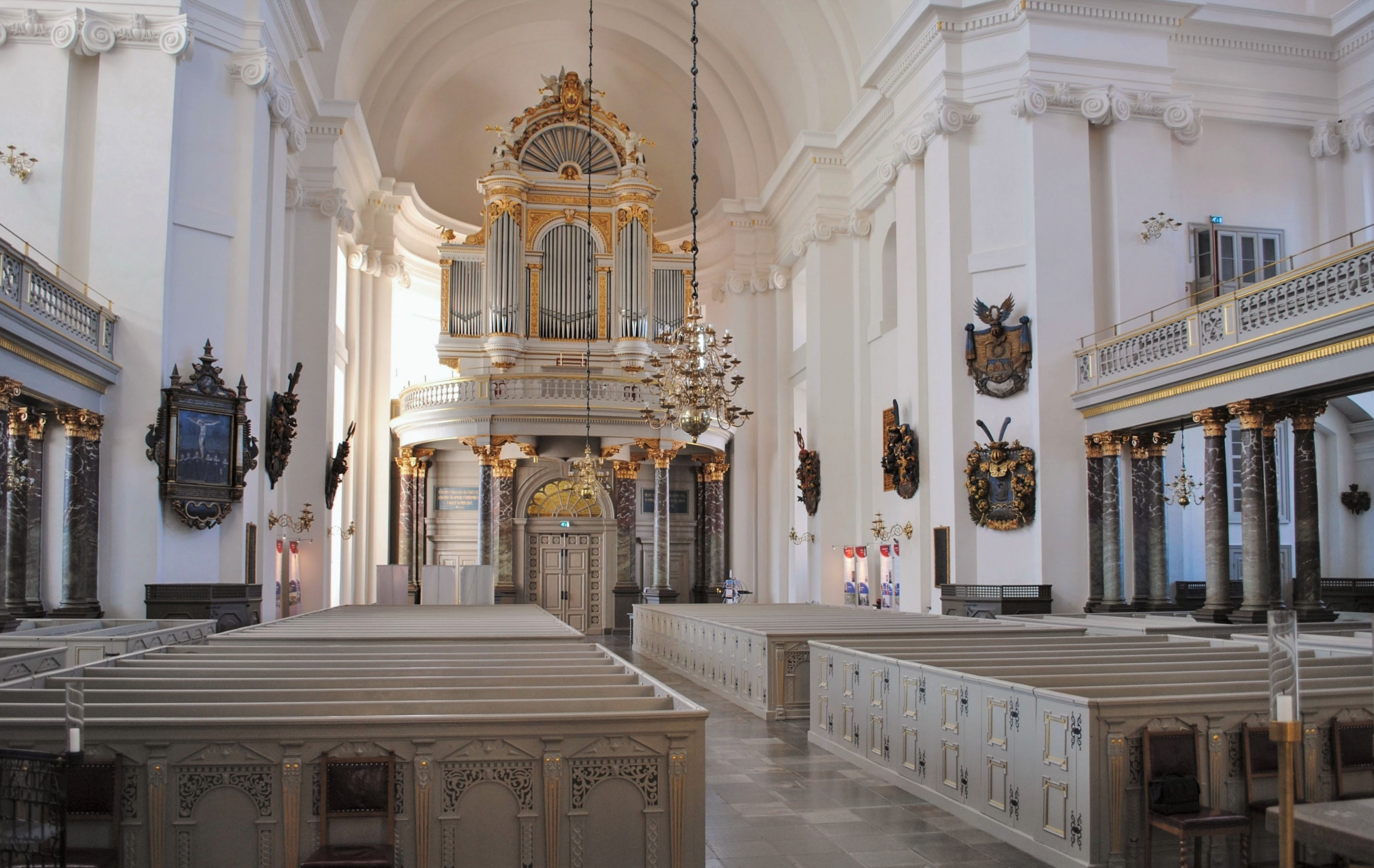
Interiöret mot väster och orgelläktaren.
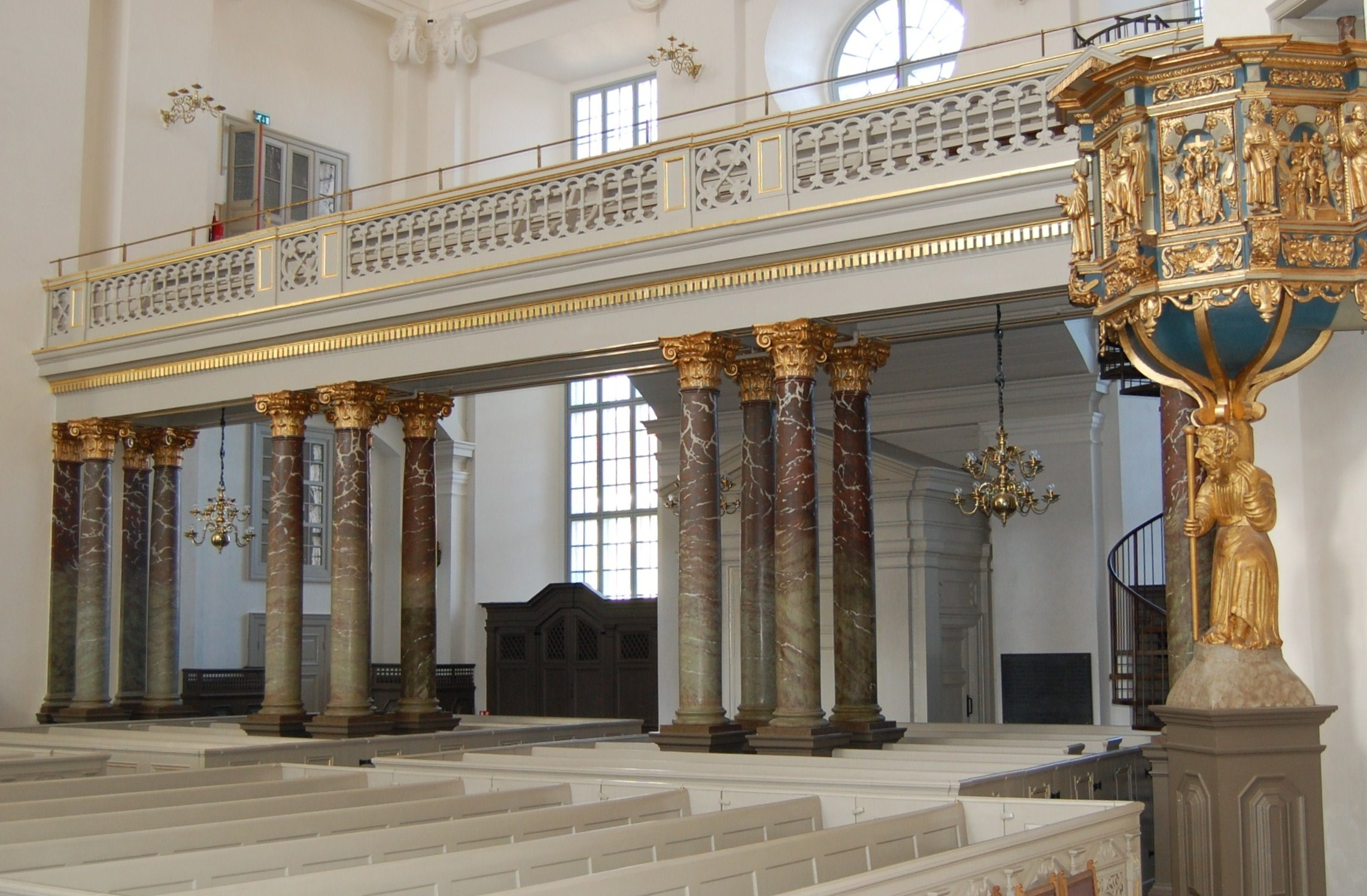
Norra läktaren.
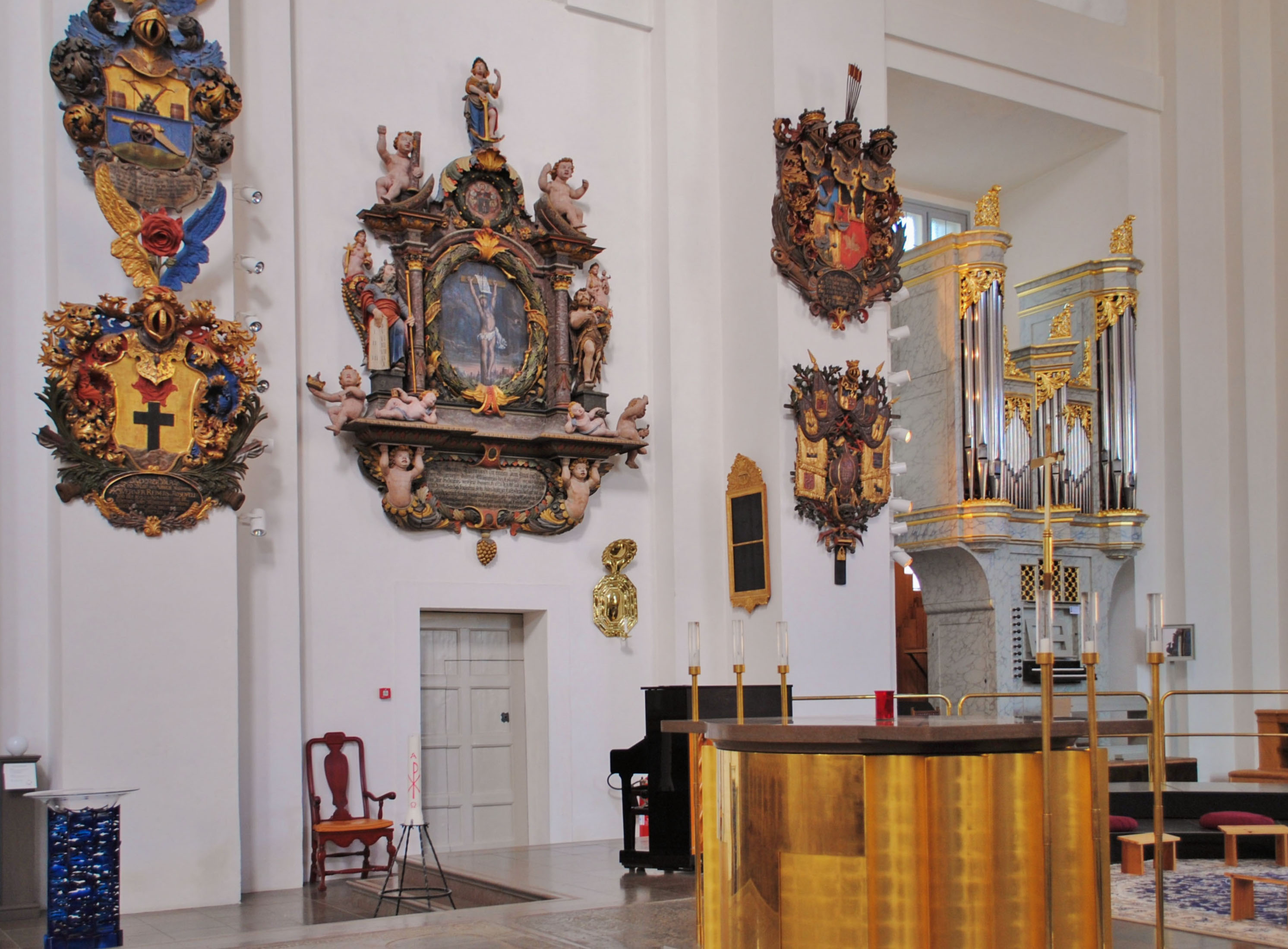
Koret mot ingången till sakristian.
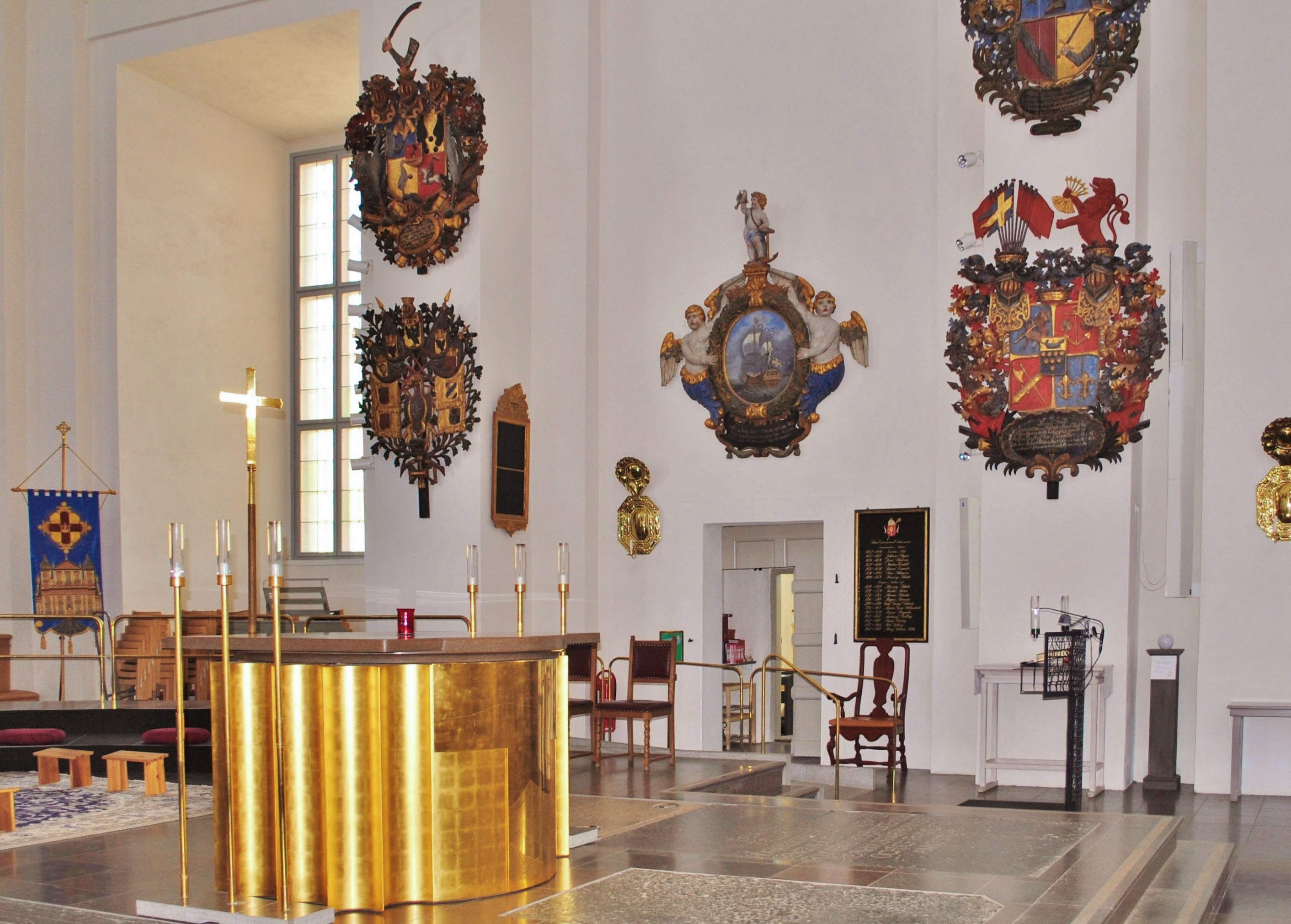
Koret mot söder.
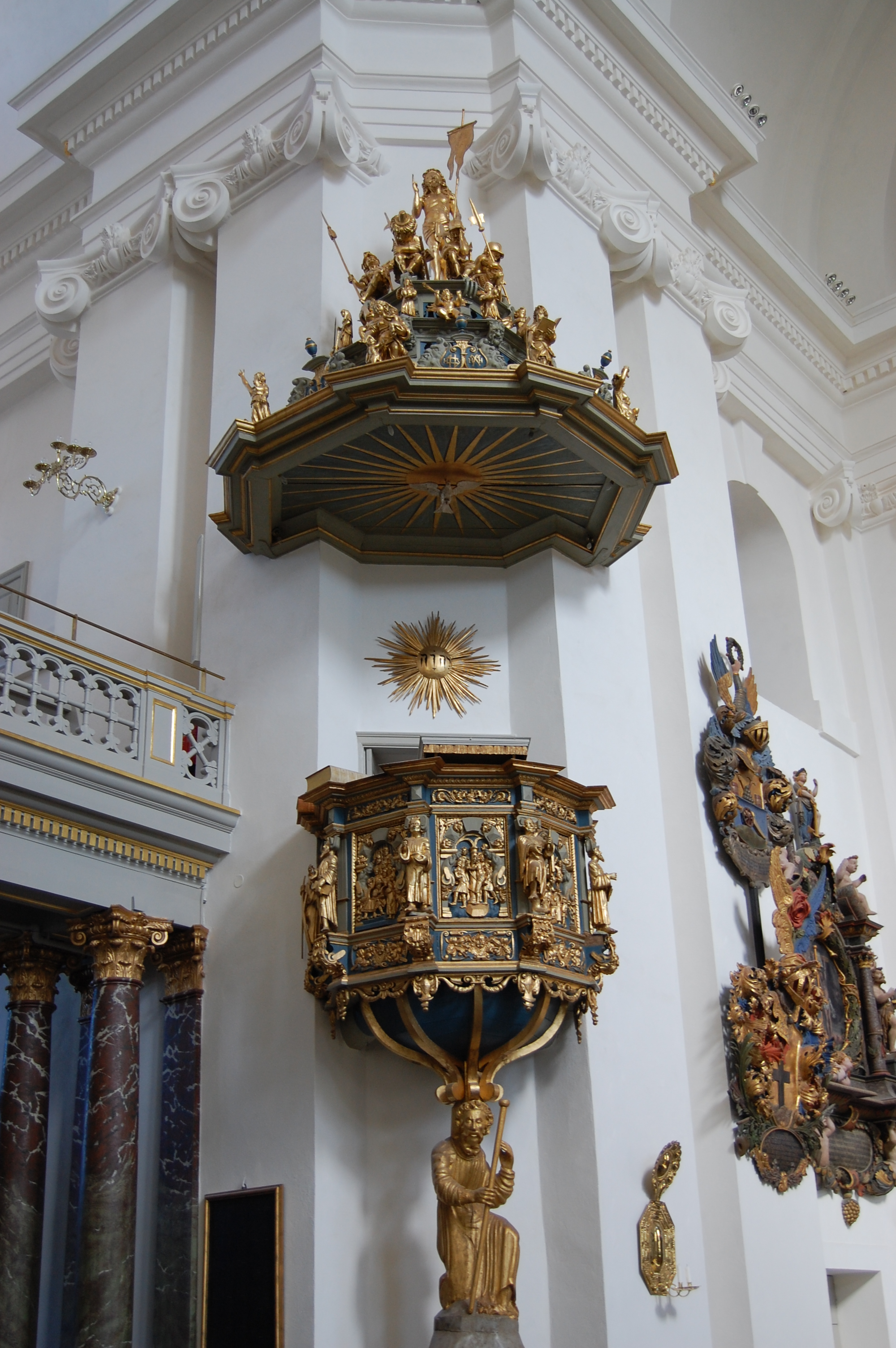
Barockpredikstolen.
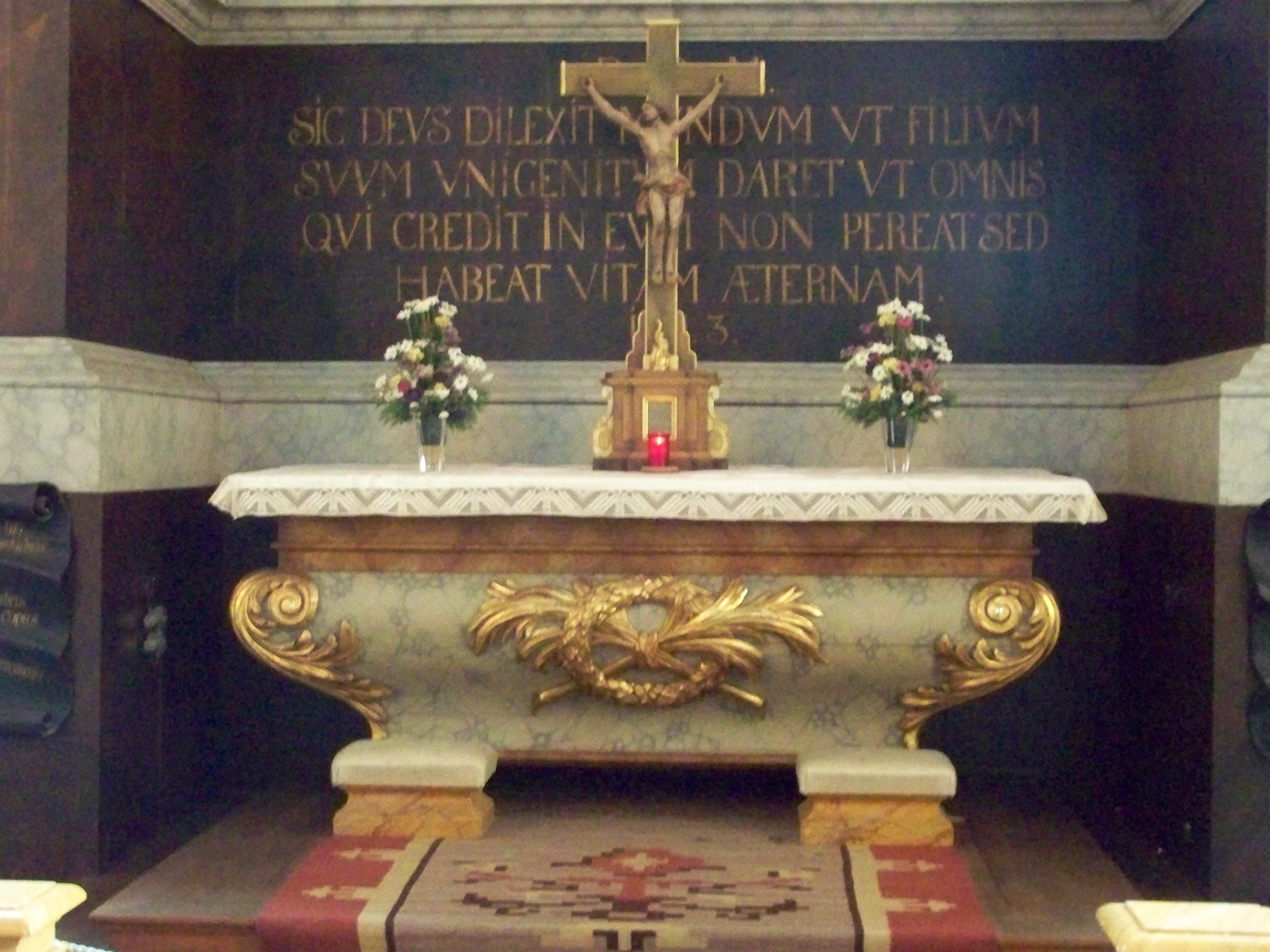
Sarkofagaltaret.
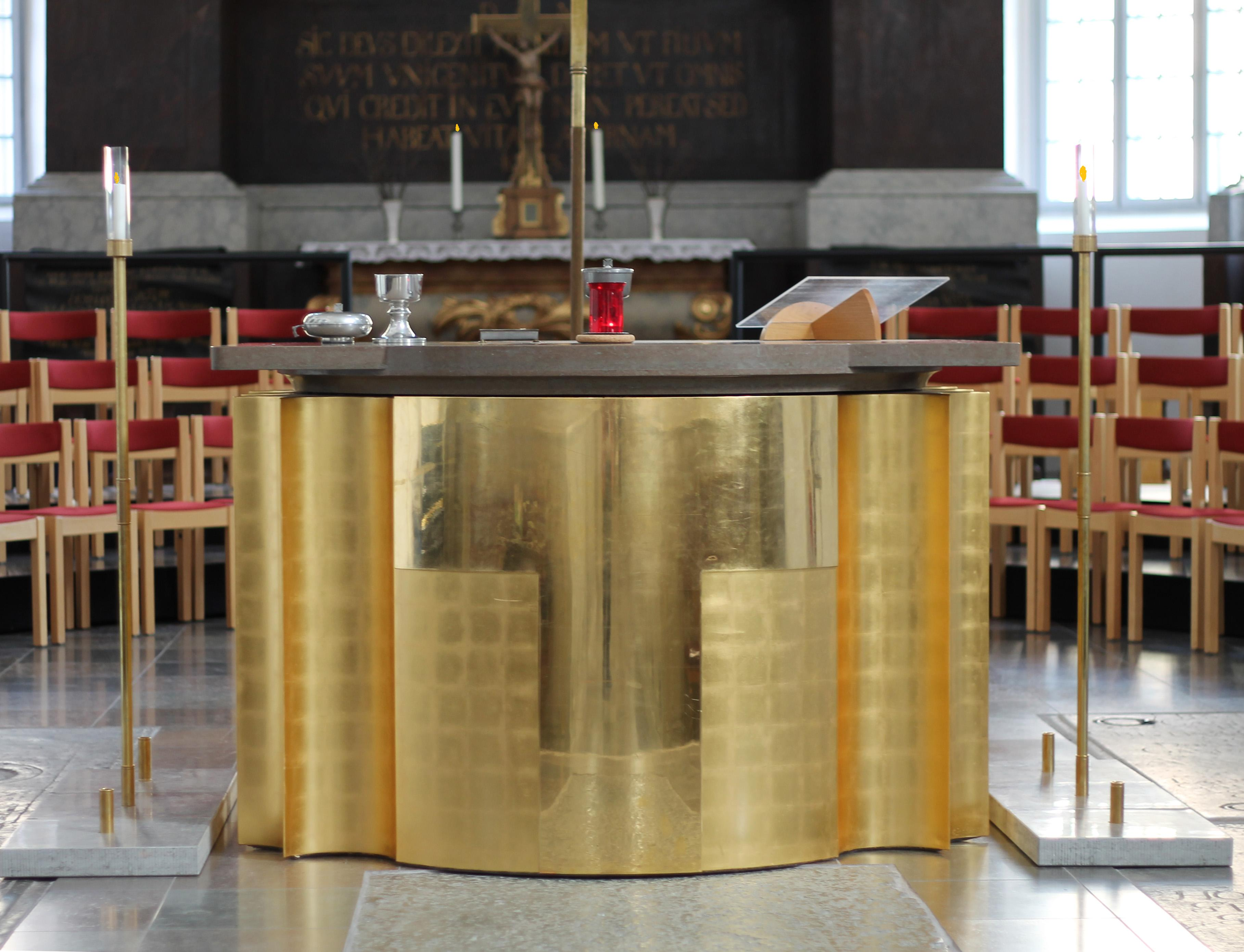
Fristående altare.
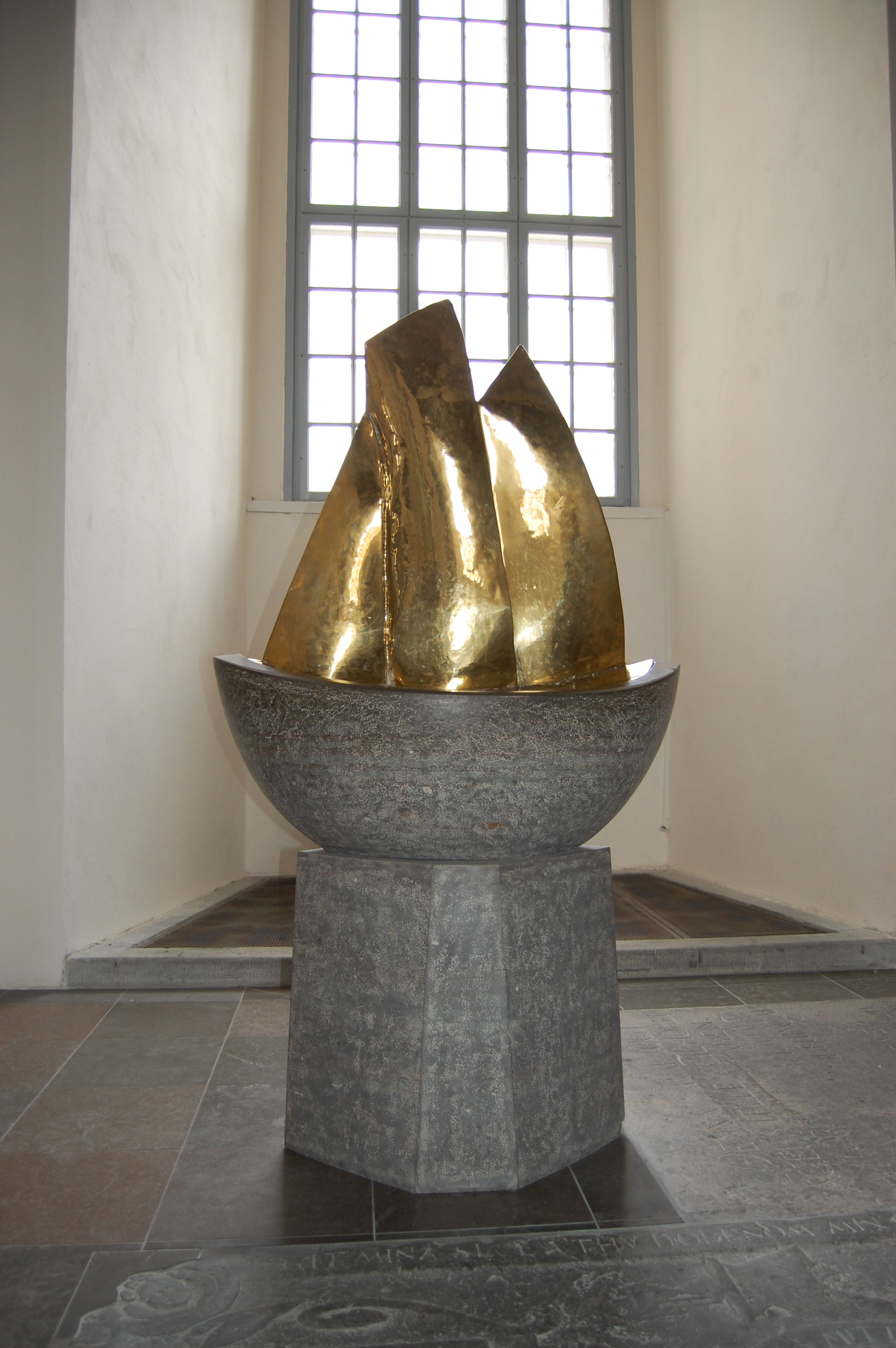
Dopfunt tillverkad av stenhuggaren Elving Nilsson och designad av skulptören Erik Sand (1963).
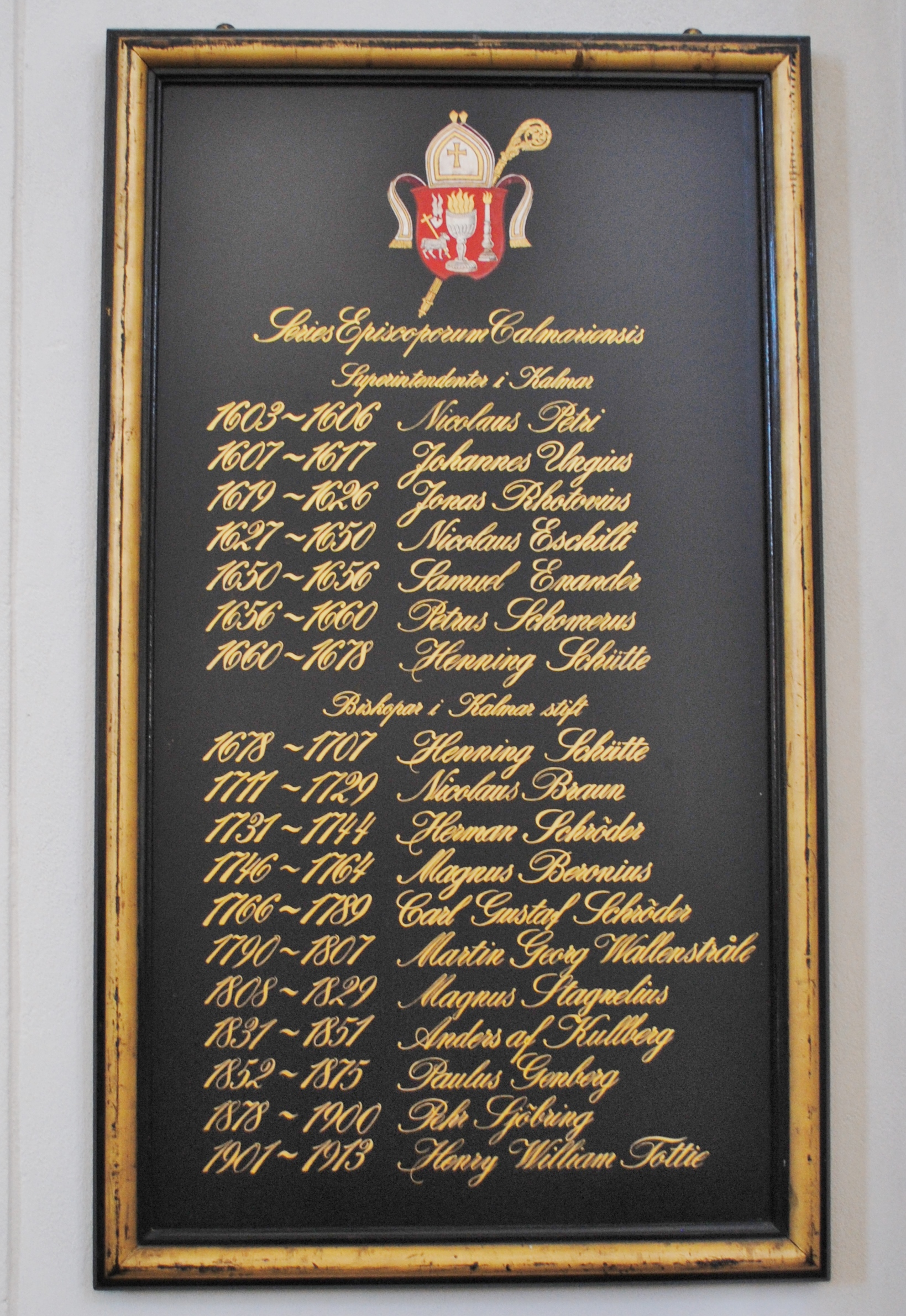
Series Episcoporum med stiftsvapnet utfört av Bengt Olof Kälde.
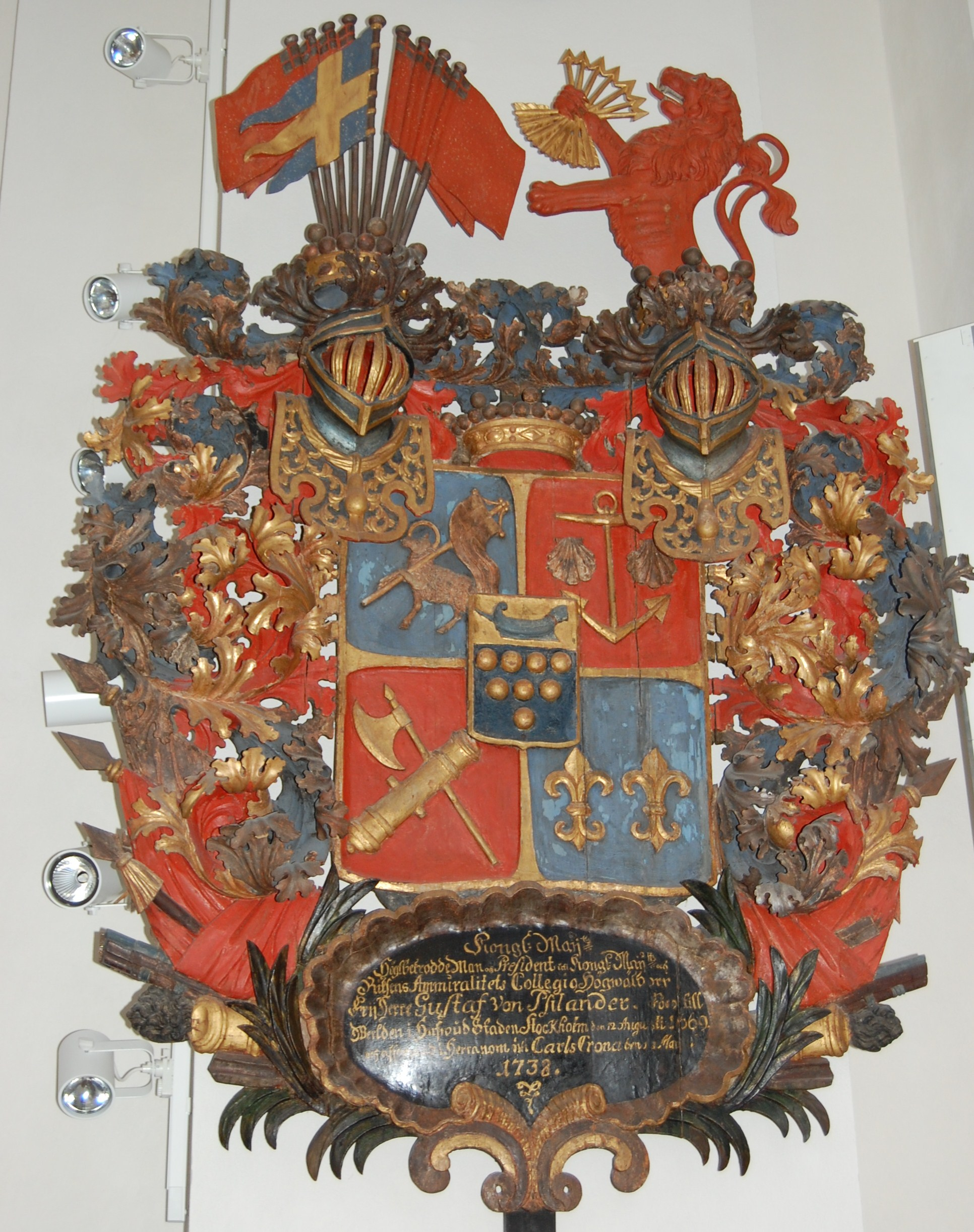
Ett av kyrkorummets många begravningsvapen. Detta tillhörde Gustaf von Psilander.
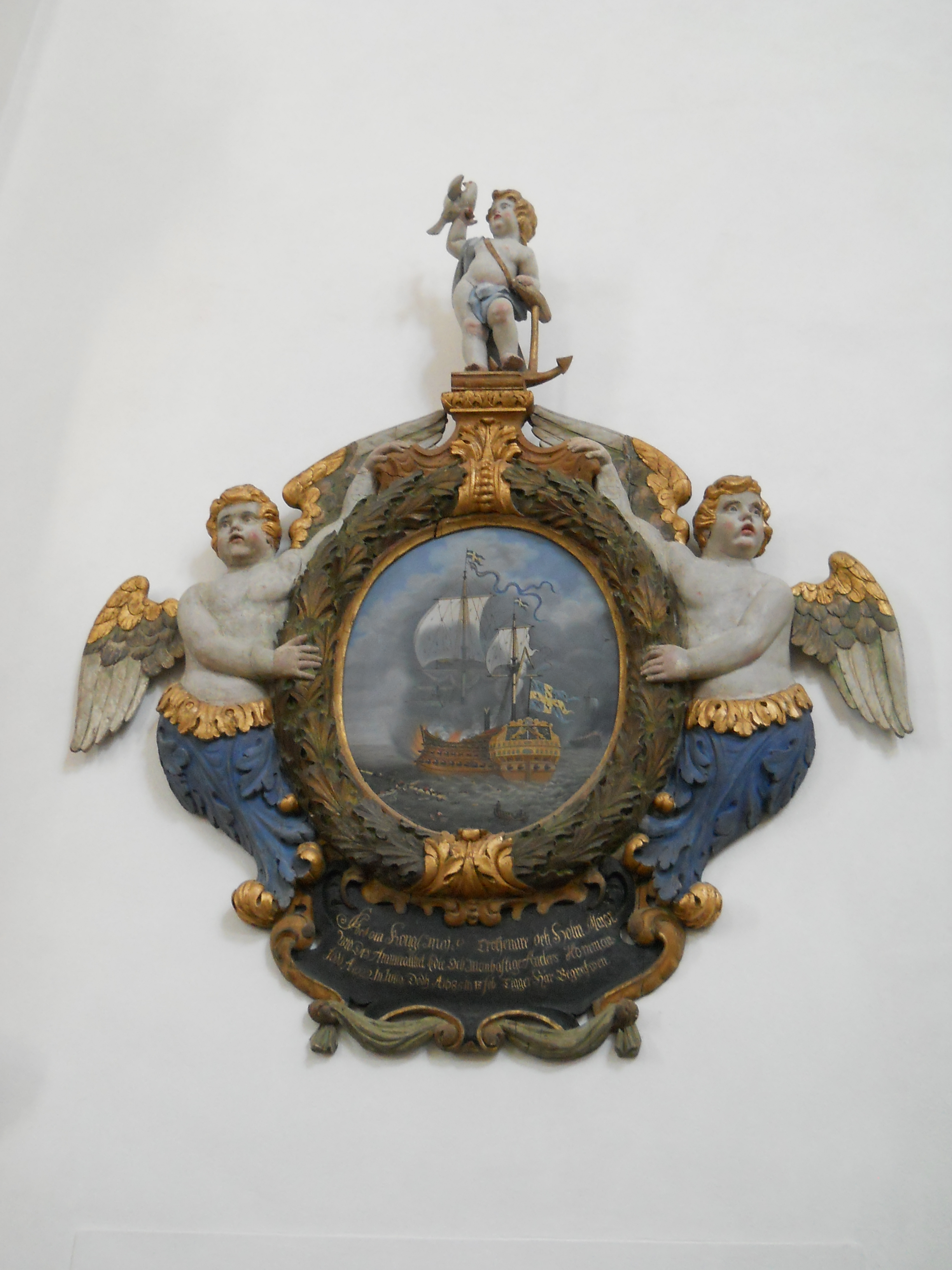
Epitafium över Anders Homan, död 1685 med motiv av Regalskeppet Svärdet som förliste i slaget vid Ölands södra udde 1676.

## Orglar

### Läktarorgel

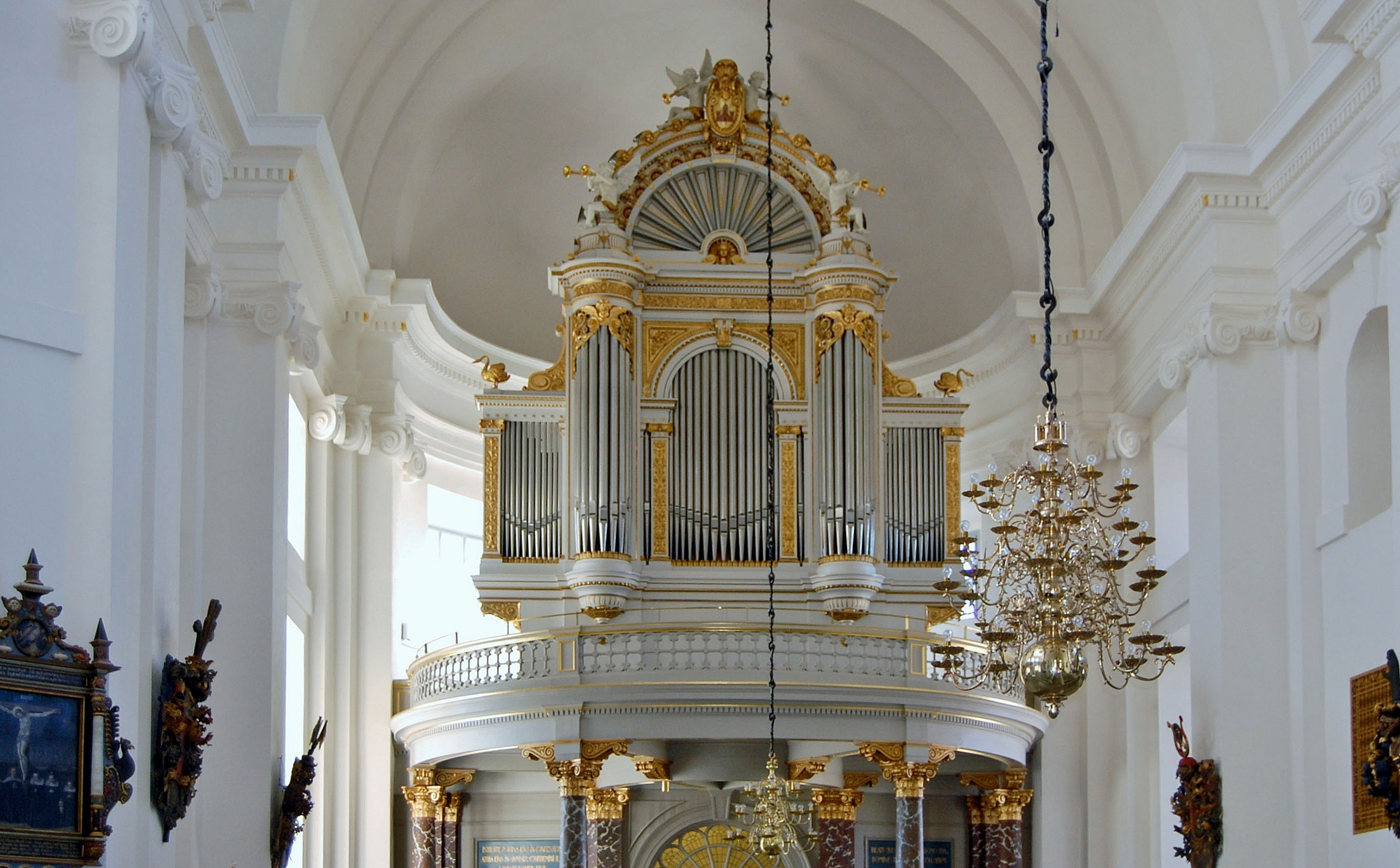
Läktarorgeln med Carl Möllers fasad.

- Vid okänd tidpunkt övertog domkyrkan en niostämmig orgel byggd 1630 från gamla stadskyrkan. Orgeln flyttades till Gärdslösa kyrka.
- 1759: Lars Wahlberg & Anders Wollander, Vimmerby, byggde en enmanualig orgel på domkyrkans läktare med Carl Fredrik Adelcrantz som fasadarkitekt. Fasaden gjordes ljudande och placerades på Adelcrantz insisterande i liv med läktarbarriären. Därav följde att spelbordet fick placeras på orgelhusets ena sida.
- 1838: Orgelbyggare Pehr Zacharias Strand, Stockholm, gjorde en grundlig ombyggnad. Adelcrantz fasad bibehölls men fick nya stumma pipor. Orgelhuset flyttades tillbaka från läktarbarriären och spelbordet flyttades till framsidan.
- 1865 renoverades orgeln av P. L. Åkerman, Stockholm. Orgelverket hade efter renoveringen 25 stämmor fördelade på två manualer och pedal.[12]
- 1883 såldes Strandorgeln till Vissefjärda församling för anbudet 4.360 kronor.[13]
- 1883 uppförde firma Åkerman & Lund, Stockholm, en ny läktarorgel med 36 stämmor på tre manualer och pedal. Orgelfasaden utfördes efter ritningar av arkitekt Carl Möller. Avsyningen av orgeln gjordes början av januari 1884 av domkyrkoorganisten Albert Wideman, Växjö, och firman Setterquist & Son, Örebro. I dispositionen märks stämmorna Aeoline och Cor Anglais, som för första gången disponerades i en svensk orgel.[14]

Disposition:
| 1:sta manualen      | 2:dra manualen      | 3:dje manualen  | Pedal             |
| Principal 16′       | Borduna 16′         | Rörflöjt 8′     | Violon 16′        |
| Borduna 16′         | Principal 8′        | Salicional 8′   | Subbas 16′        |
| Principal 8′        | Fugara 8′           | Aeoline 8′      | Qvinta 12′        |
| Gamba 8′            | Violin 8′           | Fugara 4′       | Violoncell 8′     |
| Flûte Harmonique 8′ | Flûte Double 8′     | Echo Fleut 4′   | Borduna 8′        |
| Octava 4′           | Octava 4′           | Octavin 2′      | Octava 4′         |
| Cornet 3 chor       | Flûte Octaviant 4′  | Cor Anglais 16′ | Contra Bassun 32′ |
| Octava 2′           | Rauschqvinte 2 chor | Euphone 8′      | Bassun 16′        |
| Trumpet 16′         | Corno 8′            |                 | Trumpet 8′        |
| Trumpet 8′          |                     |                 |                   |

- 1929: Orgeln utökades till 41 stämmor genom komplettering av manual III.
- 1957: Mårtenssons Orgelfabrik byggde ut orgeln till fyra manualer med 66 stämmor. Slejflådor med elektrisk traktur och registratur. Sedvanliga koppel samt fria och fasta kombinationer.

Disposition:
| Ryggpositiv (I)     | Huvudverk (II)      | Öververk (III)   | Svällverk (IV)    | Pedal              |
| Gedackt 8′          | Principal 16′       | Principal 8′     | Gedackt 16′       | Principal 16′      |
| Kvintadena 8′       | Principal 8′        | Rörflöjt 8′      | Hornprincipal 8′  | Subbas 16′         |
| Principal 4′        | Dubbelflöjt 8′      | Fugara 8′        | Tectus 8′         | Gedackt 16′        |
| Koppelflöjt 4′      | Viola di Gamba 8′   | Oktava 4′        | Salicional 8′     | Kvinta 10 ⅔′       |
| Svegel 2′           | Oktava 4′           | Hålflöjt 4′      | Celeste 8′        | Oktava 8′          |
| Kvinta 1 ⅓′         | Gemshorn 4′         | Gedacktpommer 4′ | Nachthorn 4′      | Borduna 8′         |
| Sifflöjt 1′         | Rörflöjt 4′         | Nasard 2 ⅔′      | Fugara 4′         | Oktava 4′          |
| Scharfcymbel 4 chor | Kvinta 2 ⅔′         | Oktava 2′        | Blockflöjt 2′     | Flöjt 4′           |
| Rankett 16′         | Oktava 2′           | Waldflöjt 2′     | Ters 1 ⅗′         | Nachthorn 2′       |
| Tremulant           | Täckflöjt 2′        | Tertian 2 chor   | Larigot 1 ⅓′      | Pedalmixtur 4 chor |
|                     | Sesquialtera 2 chor | Scharff 3 chor   | Oktava 1′         | Kontrabasun 32′    |
|                     | Mixtur 6-8 chor     | Cor anglais 16′  | Mixtur 4 chor     | Basun 16′          |
|                     | Trumpet 8′          | Corno 8′         | Dulcian 16′       | Trumpet 8′         |
|                     | Trumpet 4′          |                  | Trumpet 8′        | Trumpet 4′         |
|                     |                     |                  | Oboe 8′           | Skalmeja 4′        |
|                     |                     |                  | Crescendosvällare |                    |

- 2013: Tostareds Kyrkorgelfabrik byggde om orgeln till 72 stämmor. Pedalens väderlådor, fasaden samt omkring 25 stämmor härstammar från 1883 års orgel. Några stämmor från 1929 samt en del stämmor från 1957 återanvändes också. Tekniskt sett är orgeln alltså i huvudsak ny medan ungefär hälften av dess pipverk är återanvänt.

Nuvarande disposition:
| Huvudverk (I)                 | Positiv (II)                          | Svällverk (III)          | Ekoverk (IV)                | Pedal                    |
| Principal 16′ 1883            | Gedackt 16′ 1929                      | Borduna 16′ 1883         | Hornprincipal 8′ 1929       | Untersatz 32′ 2013       |
| Principal major 8′ 2013       | Violinprincipal 8′ 1883               | Basetthorn 8′ 1929       | Tibia major 8′ 2013         | Majorbass 16′ 2013       |
| Principal minor 8′ 1883       | Dubbelflöjt 8′ 1883                   | Konsertflöjt 8′ 2013     | Lieblich gedackt 8′ 2013    | Violon 16′ 1883          |
| Gamba 8′ 1883                 | Flauto amabile 8′ 1852, Marcussen     | Rörflöjt 8′ 1883         | Qvintadena 8′ 1957          | Subbas 16′ 1883          |
| Flûte harmonique 8′ 1883/2013 | Fugara 8′ 1883                        | Violin 8′ 2013           | Aeoline 8′ äldre pipor      | Ekobas 16′ transm. III   |
| Borduna 8′ 1957               | Octava 4′ 1883                        | Salicional 8′ 1883       | Vox angelica 8′ äldre pipor | Qvinta 12′ 1883          |
| Octava 4′ 2013                | Ekoflöjt 4′ 1957                      | Voix celeste 8′ 2013     | Salicette 4′ äldre pipor    | Principal 8′ transm. I   |
| Hålflöjt 4′ 2013              | Qvinta 2 ⅔′ 1957                      | Octava 4′ 1883           | Gemshorn 4′ 1957            | Violoncelle 8′ 1883/2013 |
| Octava 2′ 2013                | Flageolett 2′ 1883                    | Flûte octaviante 4′ 2013 | Flautino 2′ 1957            | Gedackt 8′ 1883          |
| Mixtur major 4 chor 2013      | Piccolo 1′ 1957                       | Nasard 2 ⅔′ 1957         | Clarinette 8′ 2013          | Ekoflöjt 8′ transm. III  |
| Mixtur minor 4 chor 2013      | Cor anglais 16′ 1883/2013             | Octavin 2′ 1883          | Vox humana 8′ 1929          | Octava 4′ 1883           |
| Cornett 4 chor 2013           | Corno 8′ 1883                         | Ters 1 ⅗′ 1957           | Tuba 8′ 2013, högtryck      | Contrabasun 32′ 1883     |
| Trumpet 16′ 2013              | Corno di basetto 8′ 1880-tal, engelsk | Mixtur 4 chor 2013       | Tremulant snabb             | Basun 16′ 1883           |
| Trumpet 8′ 2013               | Tremulant                             | Fagott 16′ 2013          | Tremulant långsam           | Fagott 16′ transm. III   |
|                               |                                       | Trumpet 8′ 1883          |                             | Trumpet 8′ 1883          |
|                               |                                       | Oboe 8′ 2013             |                             | Clairon 4′ transm. III   |
|                               |                                       | Clairon 4′ 1883/1957     |                             |                          |
|                               |                                       | Tremulant                |                             |                          |

### Kororglar

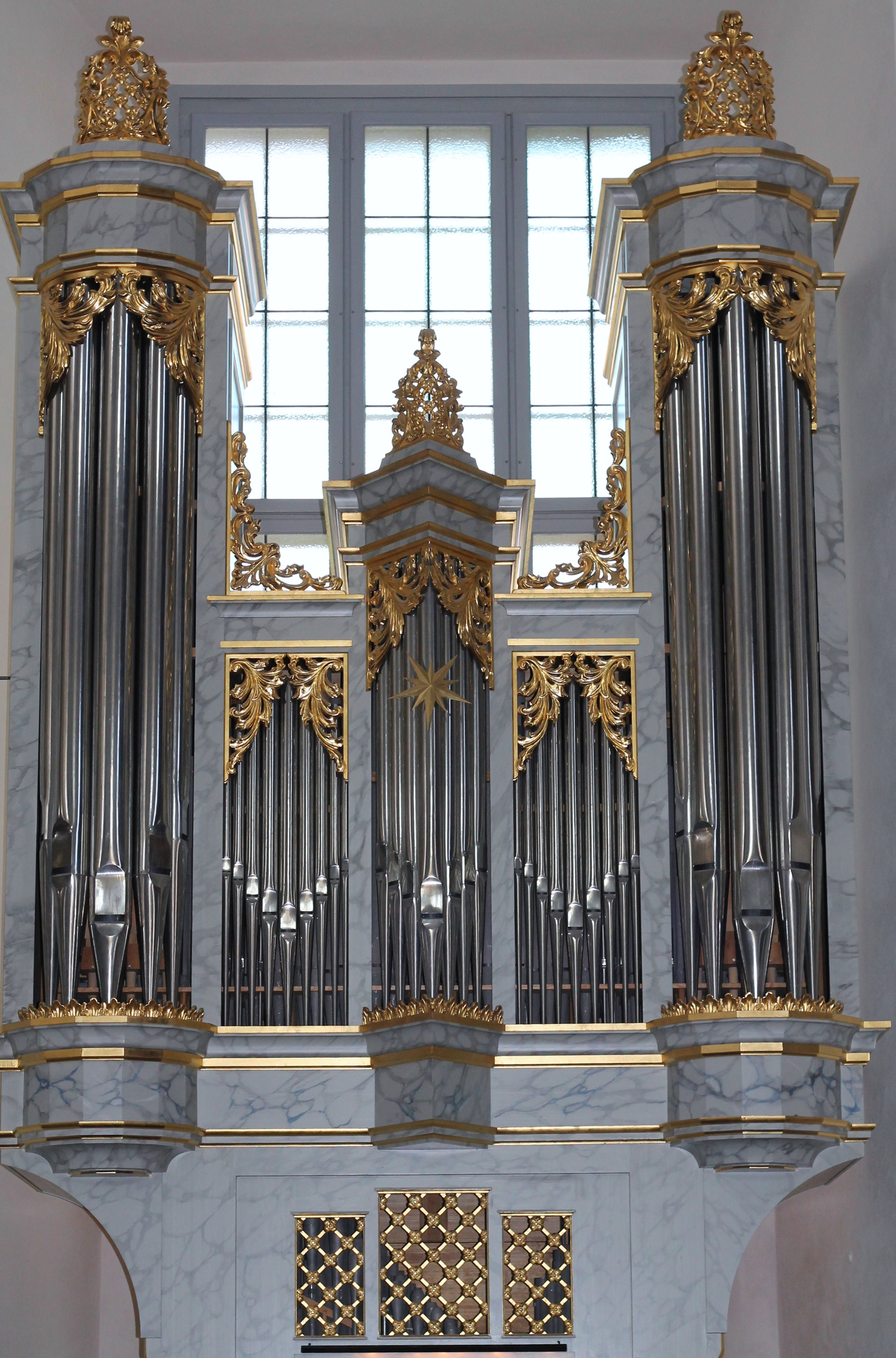
Sune Fondells kororgel från 1998.

- 1957 uppförde A. Mårtenssons Orgelfabrik en altarorgel med pipverk bakom altaruppsättningen, som kunde spelas från läktarorgeln. 1996 ombyggdes verket med nytt pipmaterial och spelbord av Ålems Orgelverkstad.

Nuvarande disposition:
| Manual        | Pedal      |
| Principal 8′  | Subbas 16′ |
| Octava 4′     |            |
| Octava 2′     |            |
| Mixtur 2 chor |            |
| Trumpet 8′    |            |

- 1998 byggde Sune Fondell, Ålems Orgelverkstad, en orgel vid korets norra sida. Orgelverket är stämt i oliksvävig temperering enligt Pehr Schiörlin. Asterisk (*) i dispositionen = växelregister.

Nuvarande disposition:
| Huvudverk (I)     | Bröstverk (II)          | Pedal         | Koppel         |
| *Principal 8′     | Gedackt 8′              | Subbas 16′    | BV/HV          |
| Viola da gamba 8′ | Principal 4′            | *Principal 8′ | HV/P           |
| Spetsflöjt 8′     | Rörflöjt 4′             | *Trumpet 8′   | BV/P           |
| Octava 4′         | Kortflöjt 2′            |               |                |
| Traversflöjt 4′   | Scharf 2 chor           |               |                |
| Quinta 3′         | Vox virginea 8′ Diskant |               | Cymbelstjärna  |
| Superoctava 2′    | Tremulant               |               | (fyra klockor) |
| Mixtur 4 chor     |                         |               |                |
| *Trumpet 8′       |                         |               |                |